# Biserica Buna Vestire din Trestia

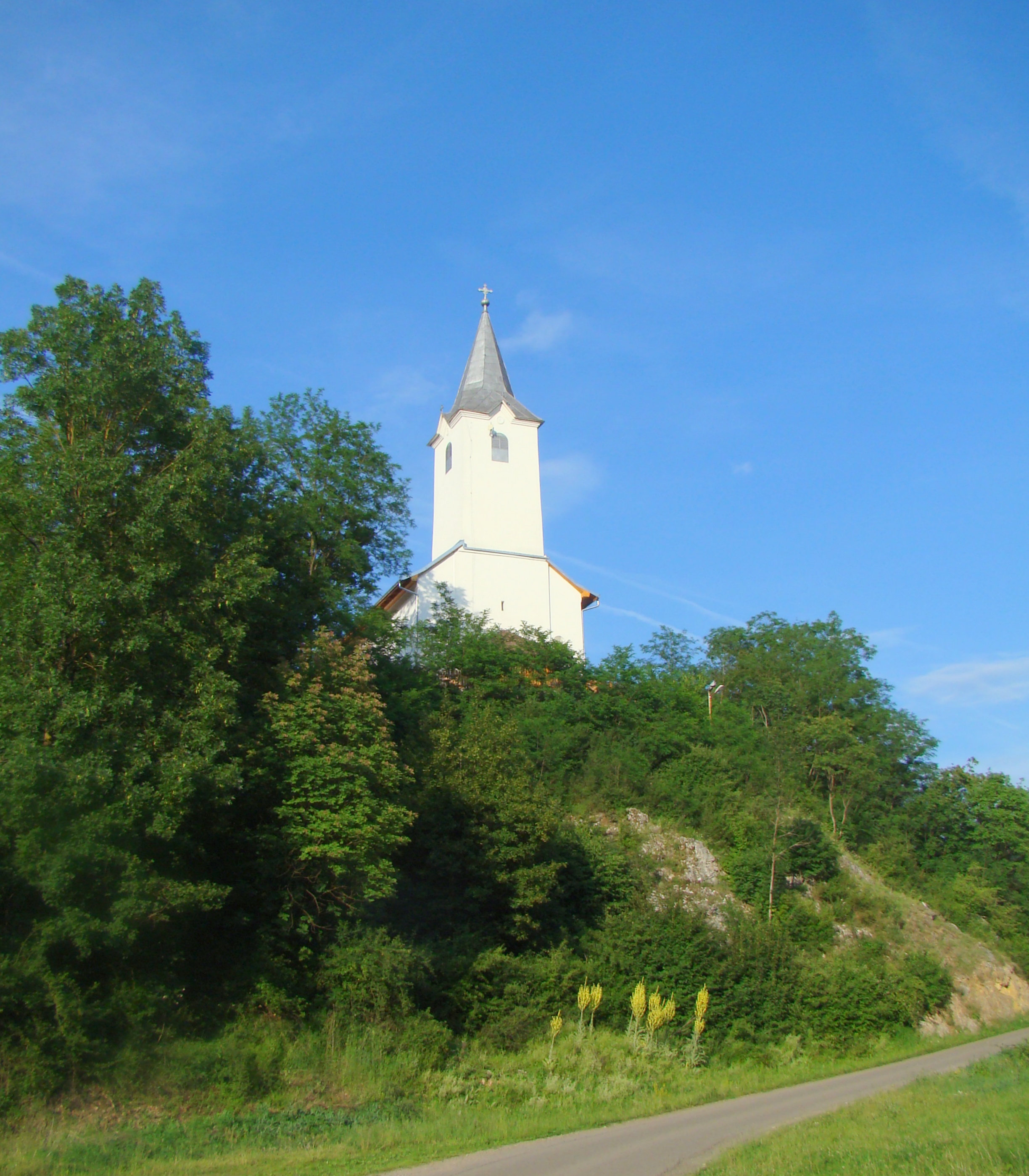
Biserica din depărtare

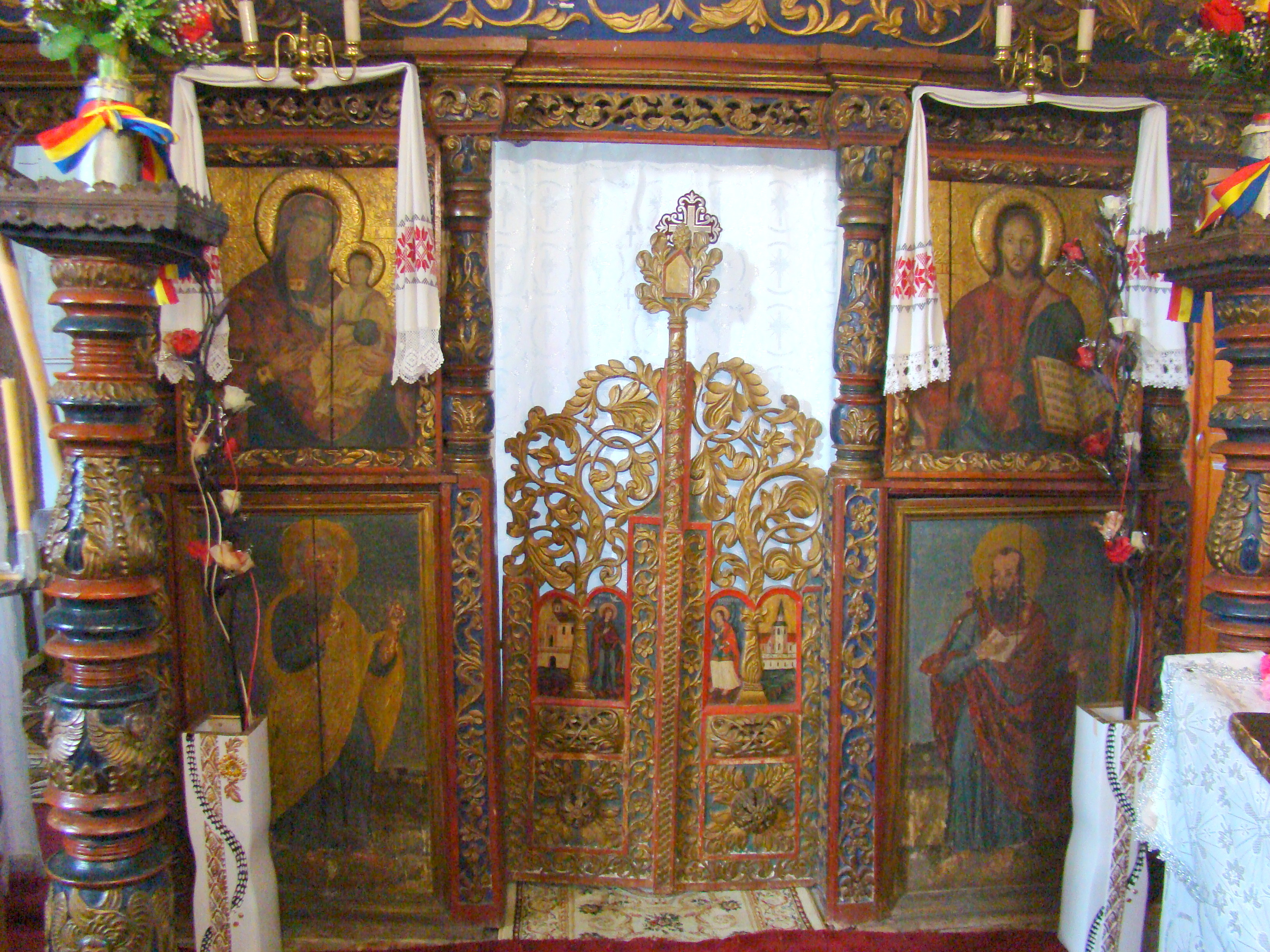
Uşi şi icoane împărăteşti

Biserica „Buna Vestire” este un monument istoric aflat pe teritoriul satului Trestia, comuna Băița. În Repertoriul Arheologic Național, monumentul apare cu codul  88207.01.

## Rezumat
Lăcaș de cult din piatră, de plan dreptunghiular, cu absida pentagonală decroșată, ridicat în anul 1674, de nobilul Francisc Gyulay, mare proprietar de mine. Valorosul registru împărătesc al tâmplei este atribuit pictorului Simion Silaghi din Abrud, iar icoana de hram și cele douăsprezece icoane-prăznicar, meșterului Iacob din Rășinari; pictura murală, realizată în a doua jumătate a secolului al XVIII-lea, de un zugrav anonim, înveșmântează doar pronaosul și exonarthexul.

## Istoric și trăsături
Pe un pinten muntos de la marginea satului Trestia, localitate atestată documentar în 1439 ca „Trestyefalva”, a fost ridicată, în anul 1674, o biserică masivă din piatră, închinată praznicului „Bunei Vestiri”. Este o construcție de mari dimensiuni, cu absida pentagonală decroșată. Turnul-clopotniță robust, racordat la nava dreptunghiulară prin arce și bolți, este prevăzut cu un coif octogonal suplu, învelit în tablă; la acoperișul propriu-zis s-a folosit țigla.
Lăcașul a fost supus, în timp, mai multor renovări, care i-au alterat, întrucâtva, aspectul inițial; modificarea părții superioare a clopotniței constituie un exemplu elocvent. Ultimele reparații de amploare s-au desfășurat în anii 1962 și 1989. Accesul la interiorul lăcașului se face printr-o singură ușă, situată la parterul turnului, protejată de intemperii printr-un pridvor din țeavă și sticlă. Ctitorul acestui lăcaș a fost groful local Gyulay, comandant în armata habsburgică și mare proprietar de mine; acesta dăruia bisericii, în 1690, două clopote și un steag primit de la împăratul Leopold I (1658-1705), donat, în anul 1905, Muzeului Bruckenthal din Sibiu.
Pictura murală anonimă, executată cândva între anii 1750 și 1775, înveșmântează doar pronaosul și exonartexul; scenele prezintă o vădită influență a iconografiei apusene. Tâmpla, realizată la începutul secolului al XVIII-lea, este împodobită cu motive decorativ-sculpturale de influență brâncovenească; cornișele vegetal-florale sunt de factură renascentist-barocă. Registrul împărătesc a fost atribuit pictorului Simion Silaghi din Abrud, iar icoana de hram și cele douăsprezece prăznicare, meșterului Iacob din Rășinari. Diferite ca stil sunt cele două icoane împărătești de pe peretele despărțitor dintre naos și pronaos, semnate de „Stan Zugravu ot Orăștie 1765”.
Vechimea și bogăția artistică a decorului interior au îndreptățit includerea bisericii pe lista monumentelor istorice. Harta Sfântului Imperiu Romano-German din 1720, harta iosefină  a Transilvaniei (1769-1773), precum şi comisiile de conscriere ale anilor 1733, 1750, 1761-1762, 1805 şi 1829-1831 atestă existenţa acestui valoros edificiu ecleziastic.

## Imagini din exterior

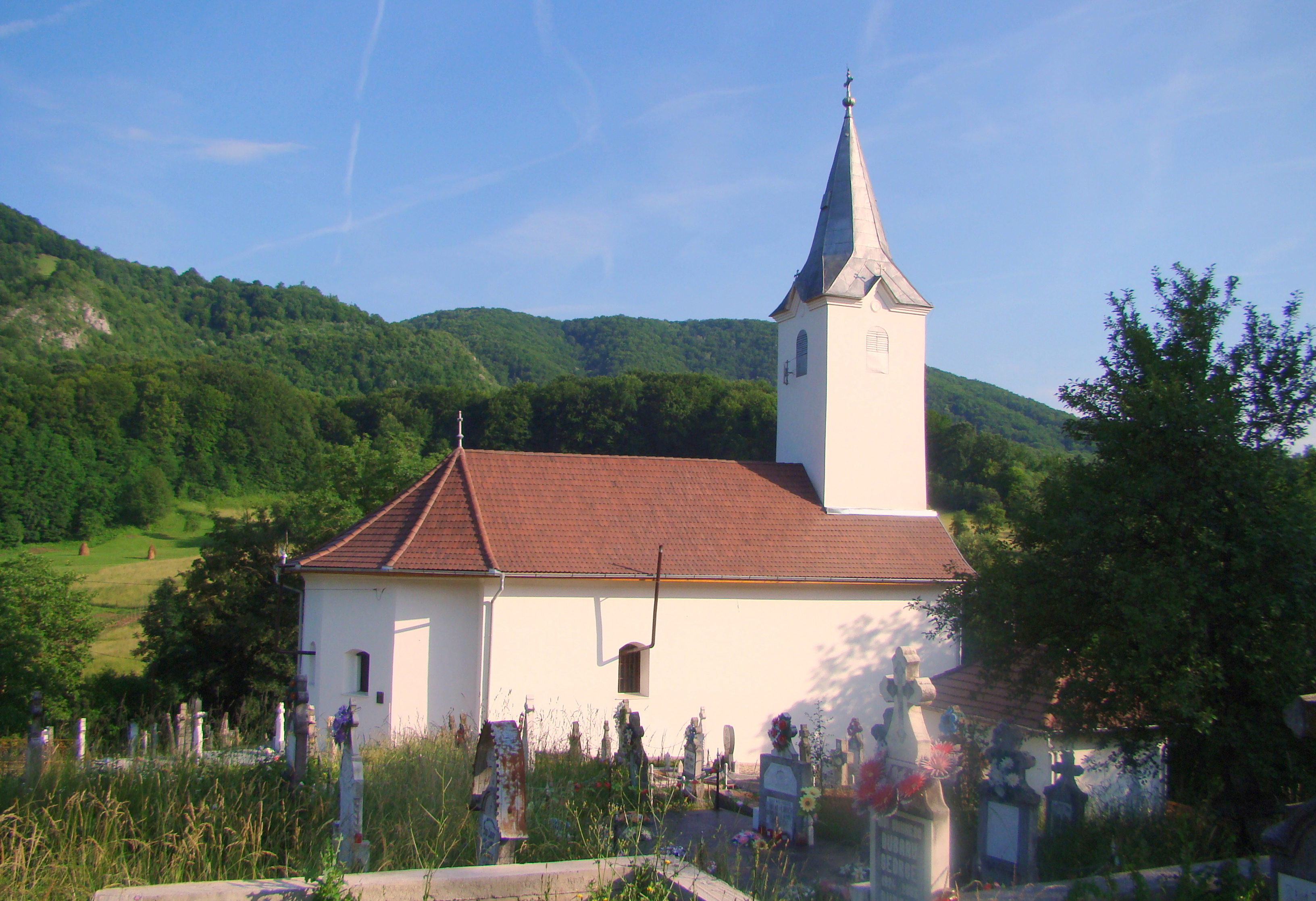
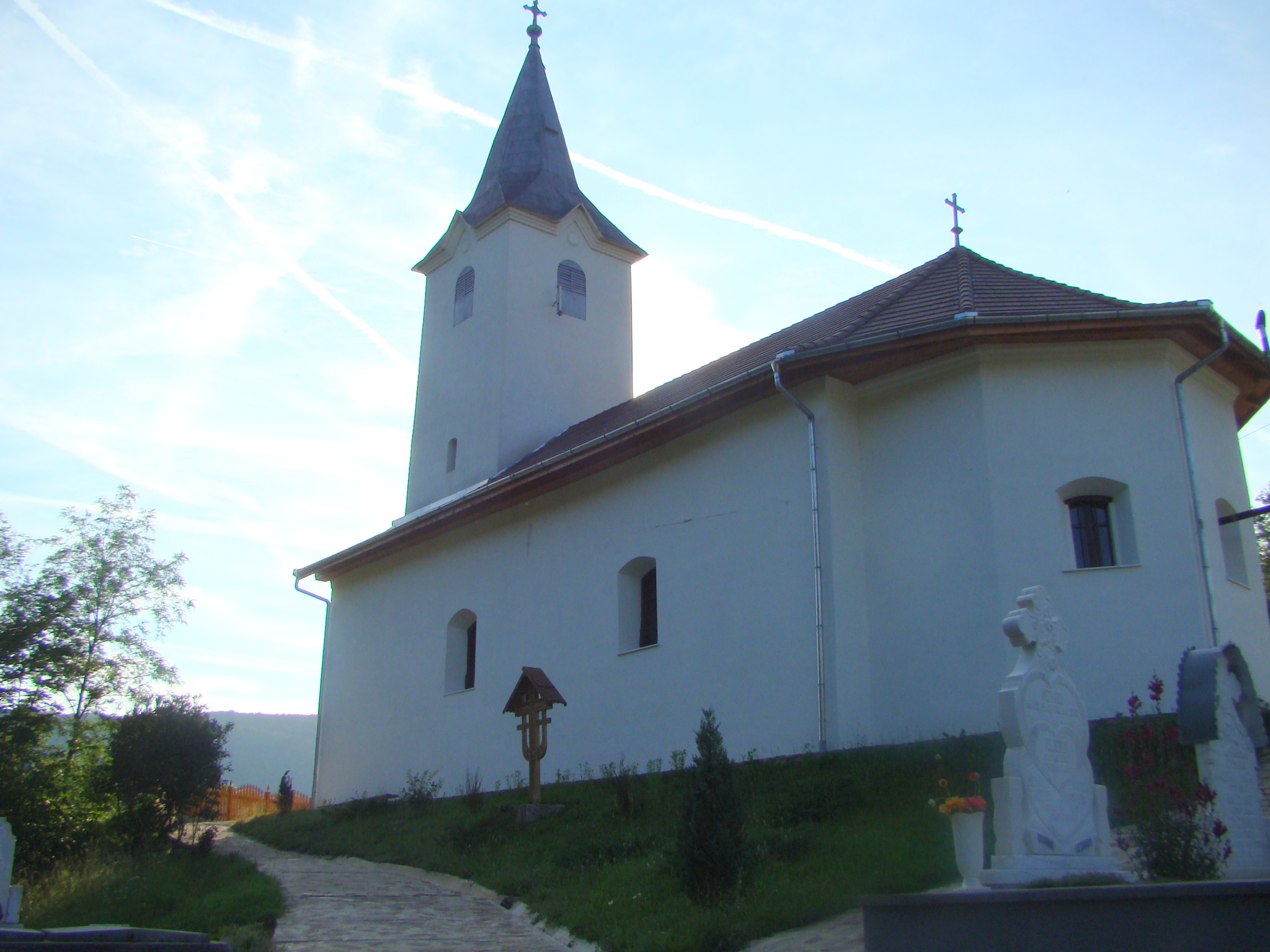
Biserica (sud-est)
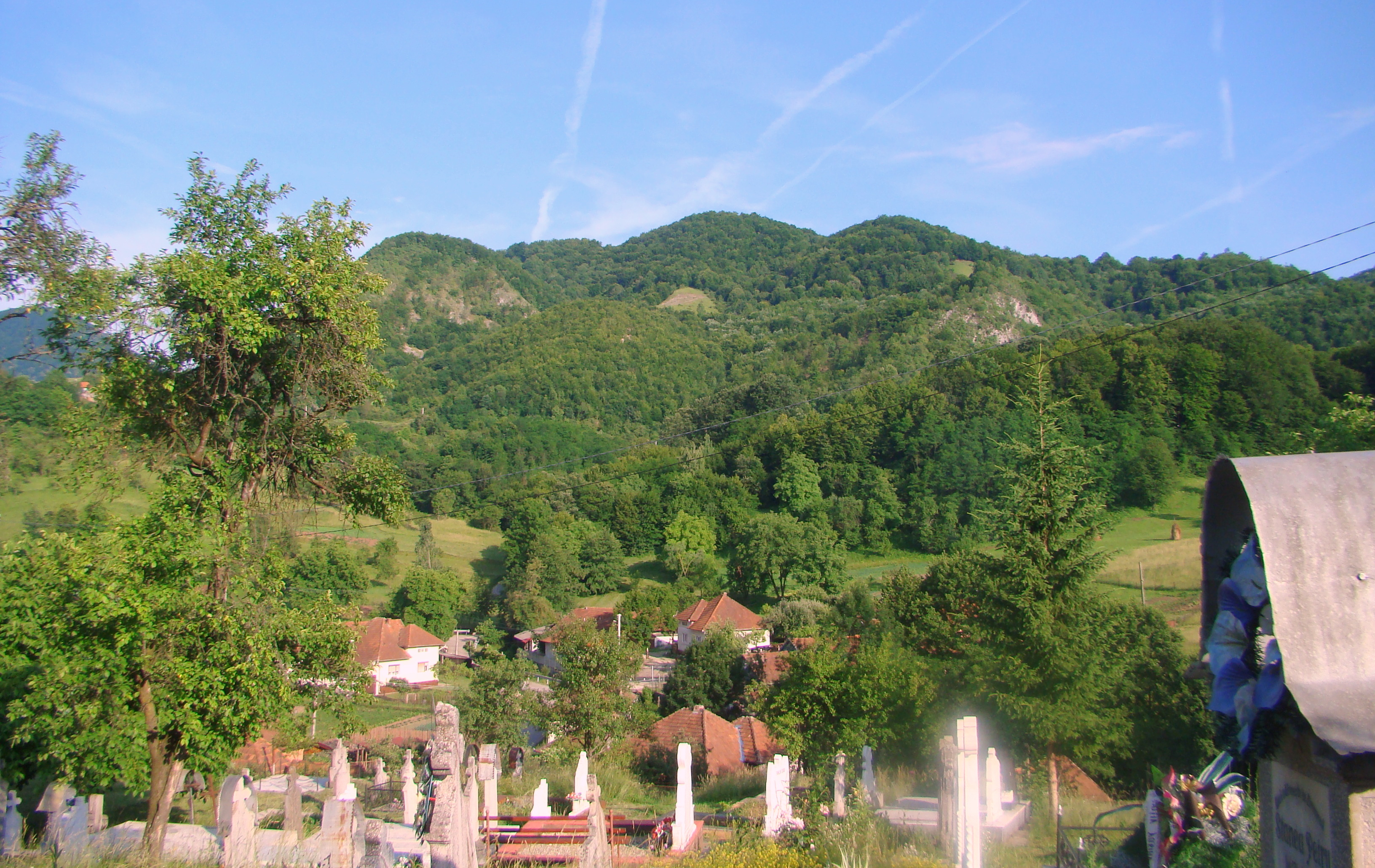
Cimitirul şi împrejurimile
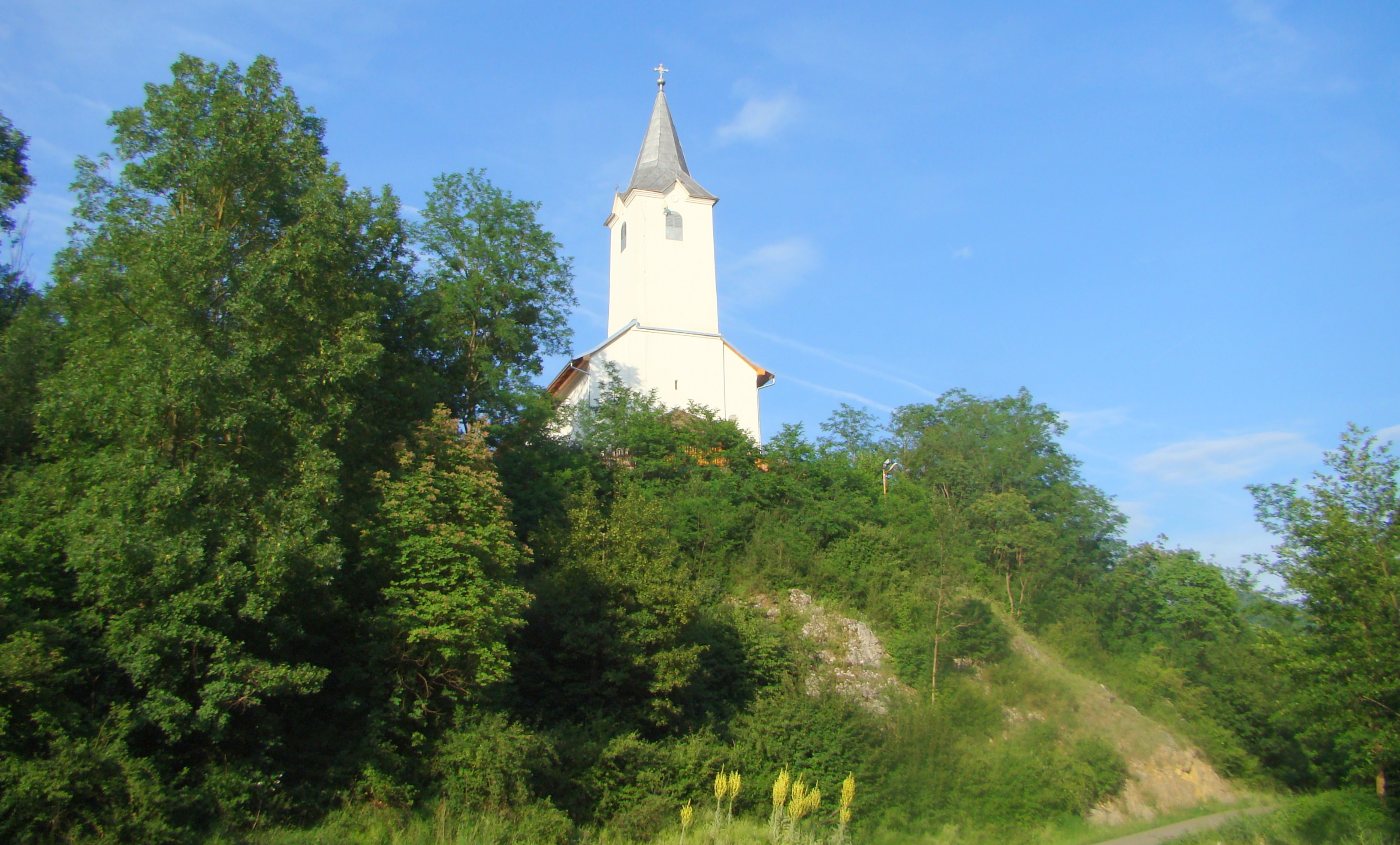
Biserica văzută din drum
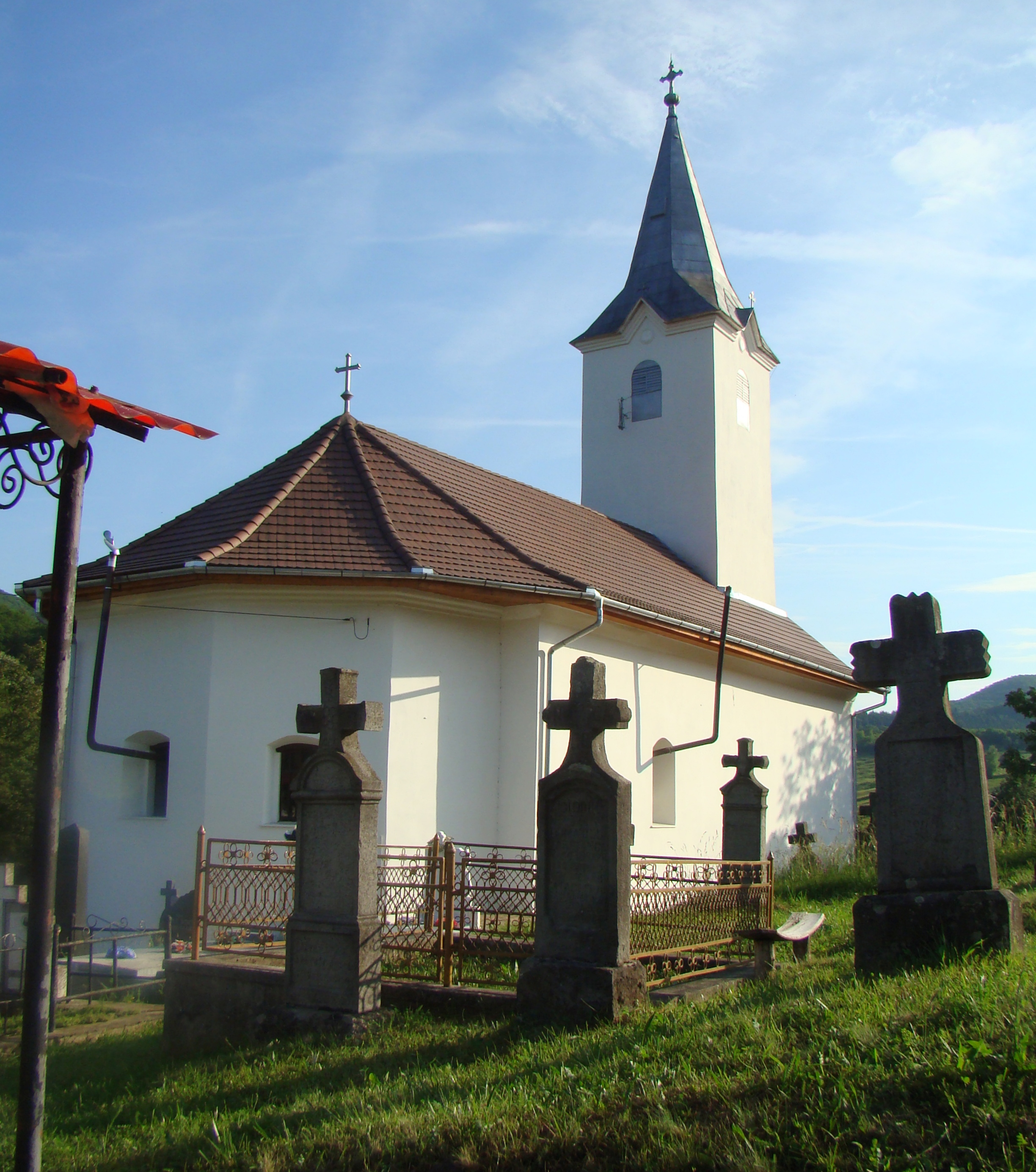
Biserica (nord-est)
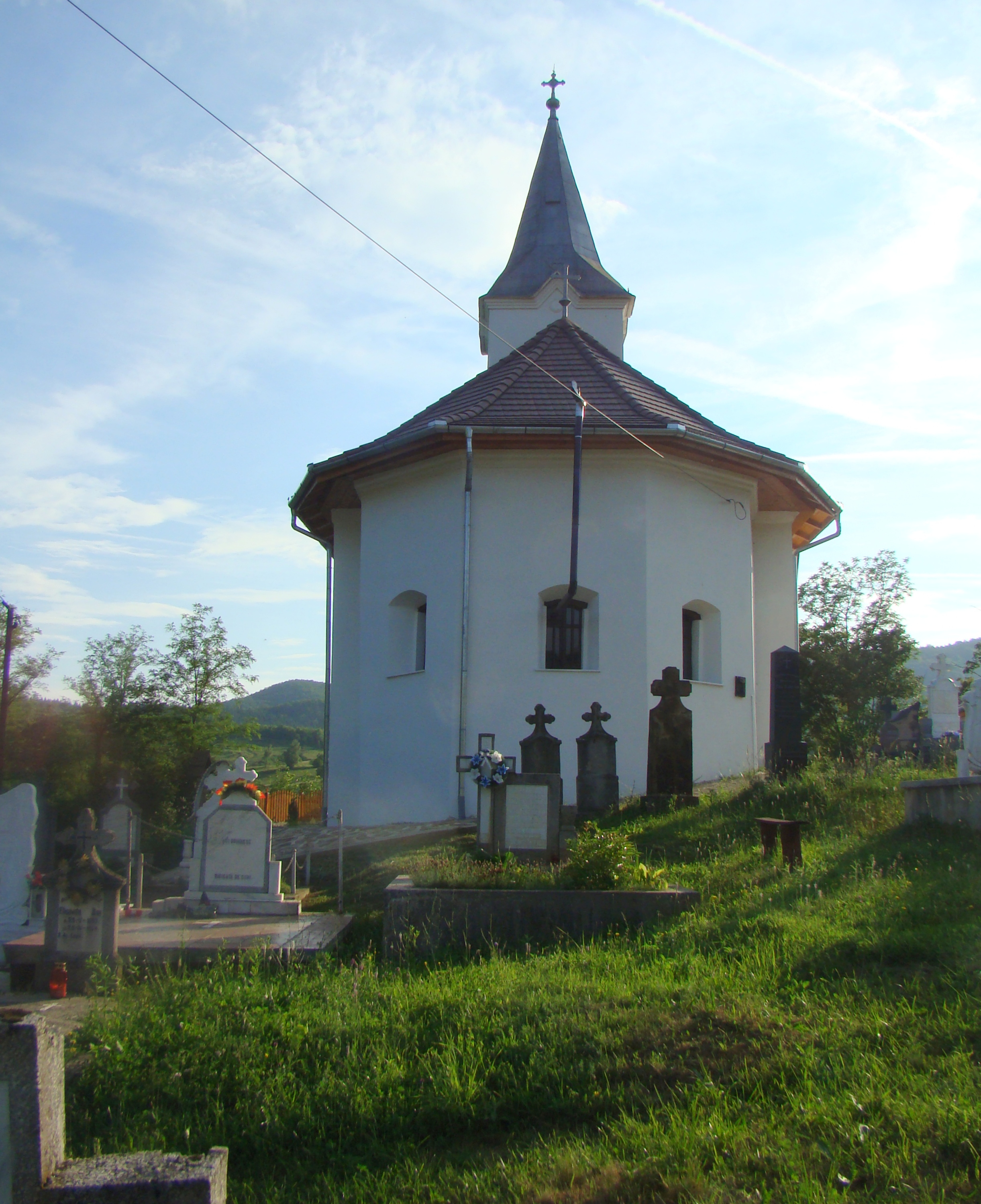
Biserica (est)
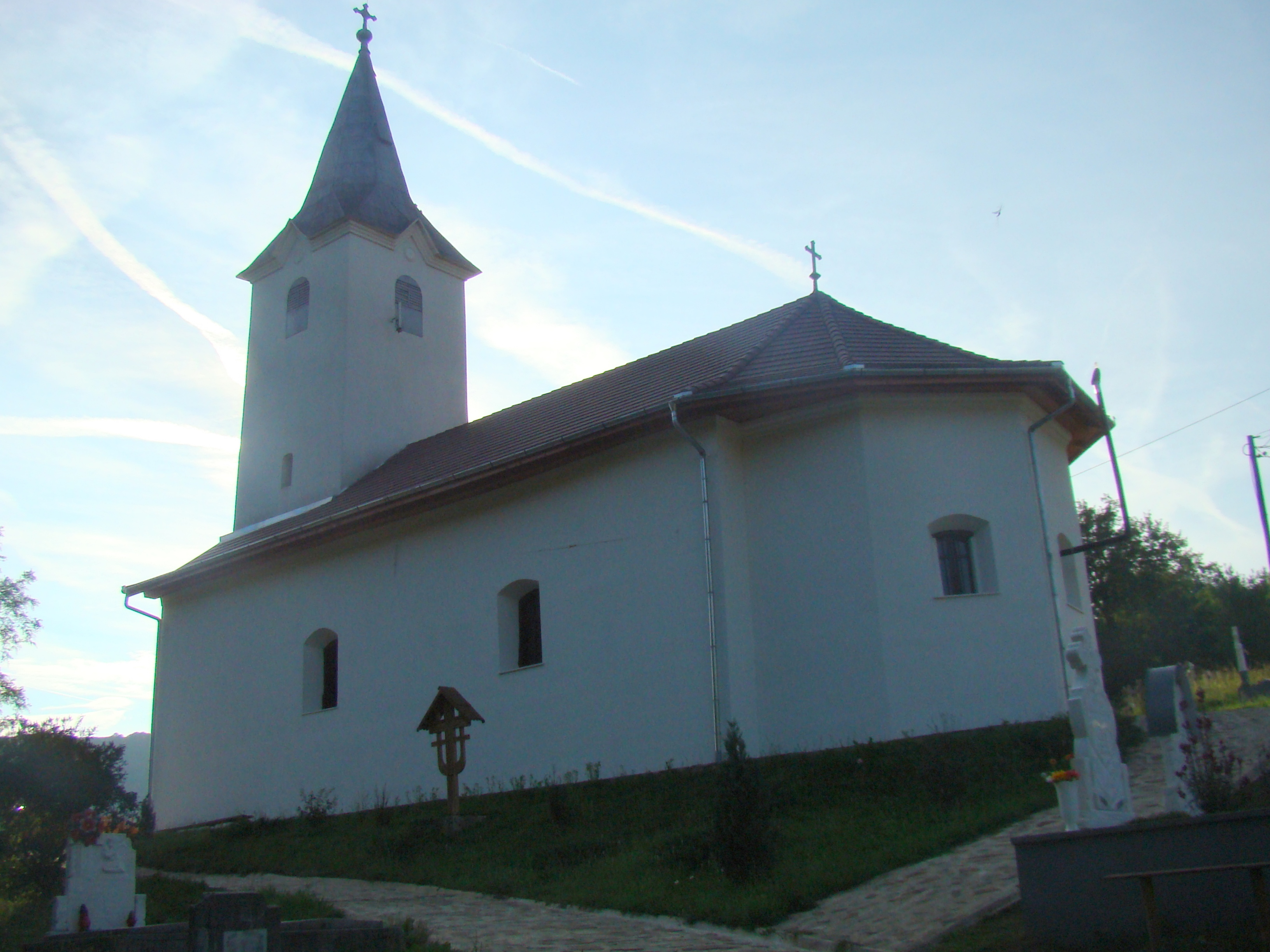
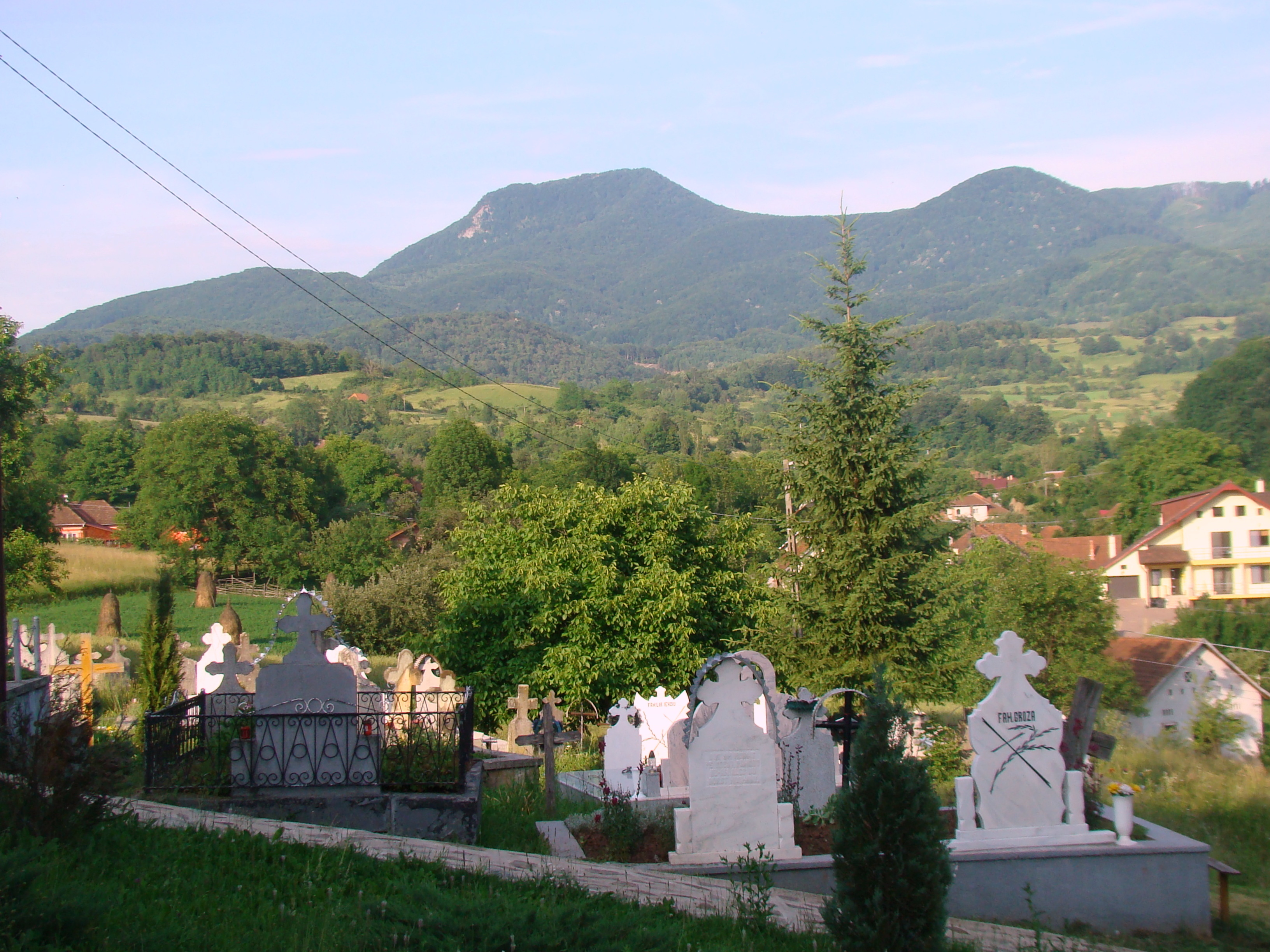

## Imagini din interior

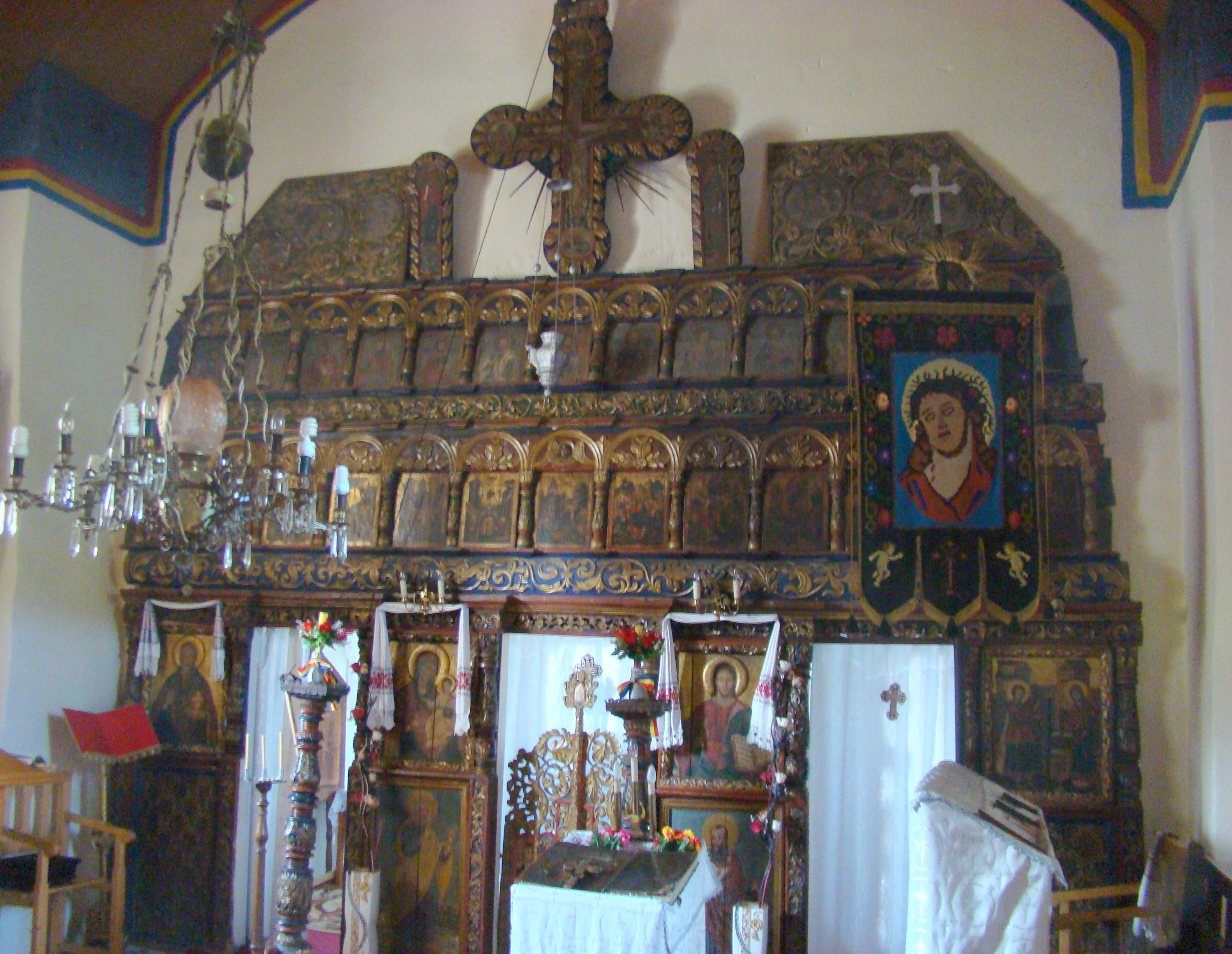
Iconostasul
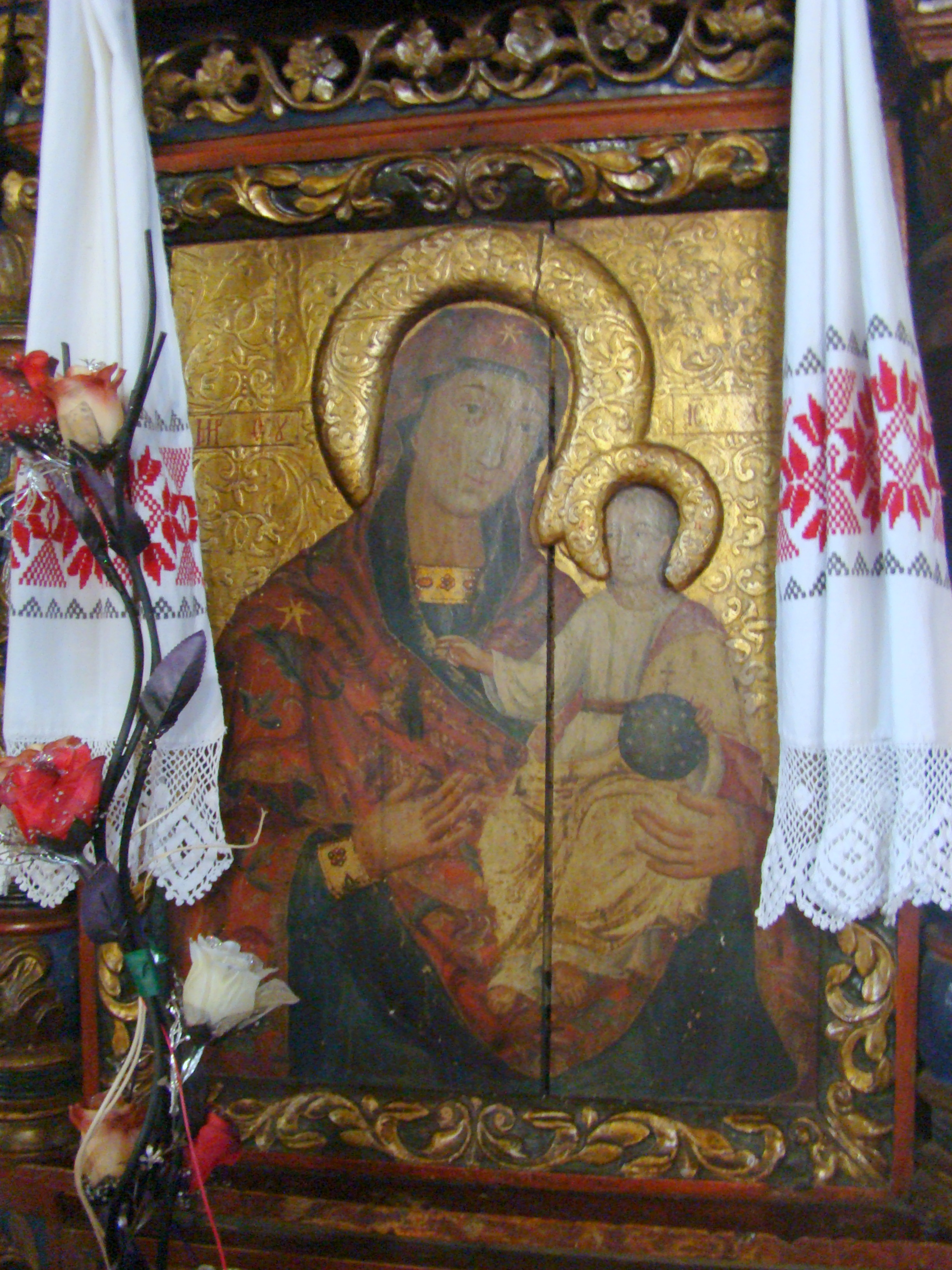
Icoană împărătească: Maica Domnului cu Pruncul
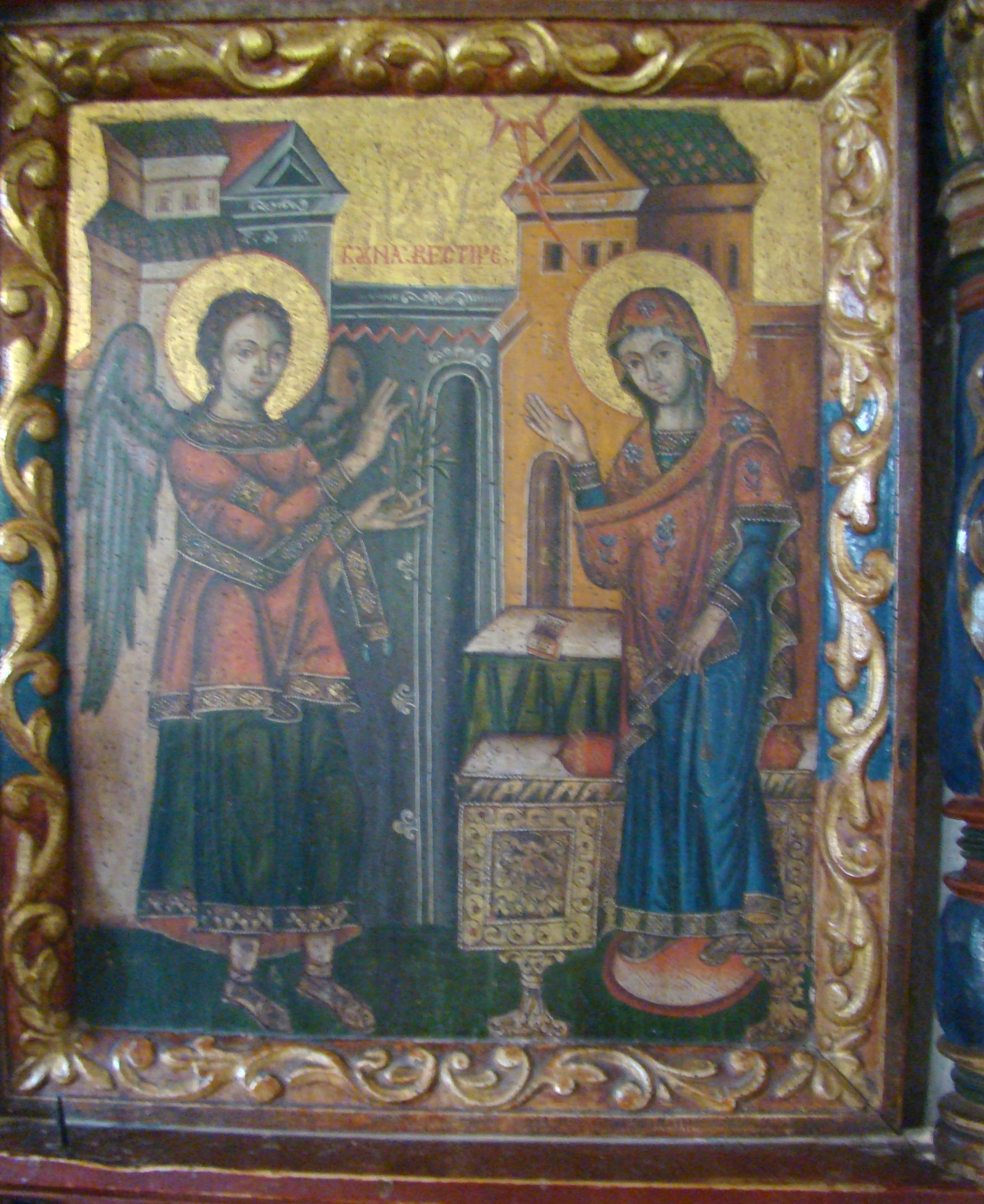
Icoana de hram: Buna Vestire
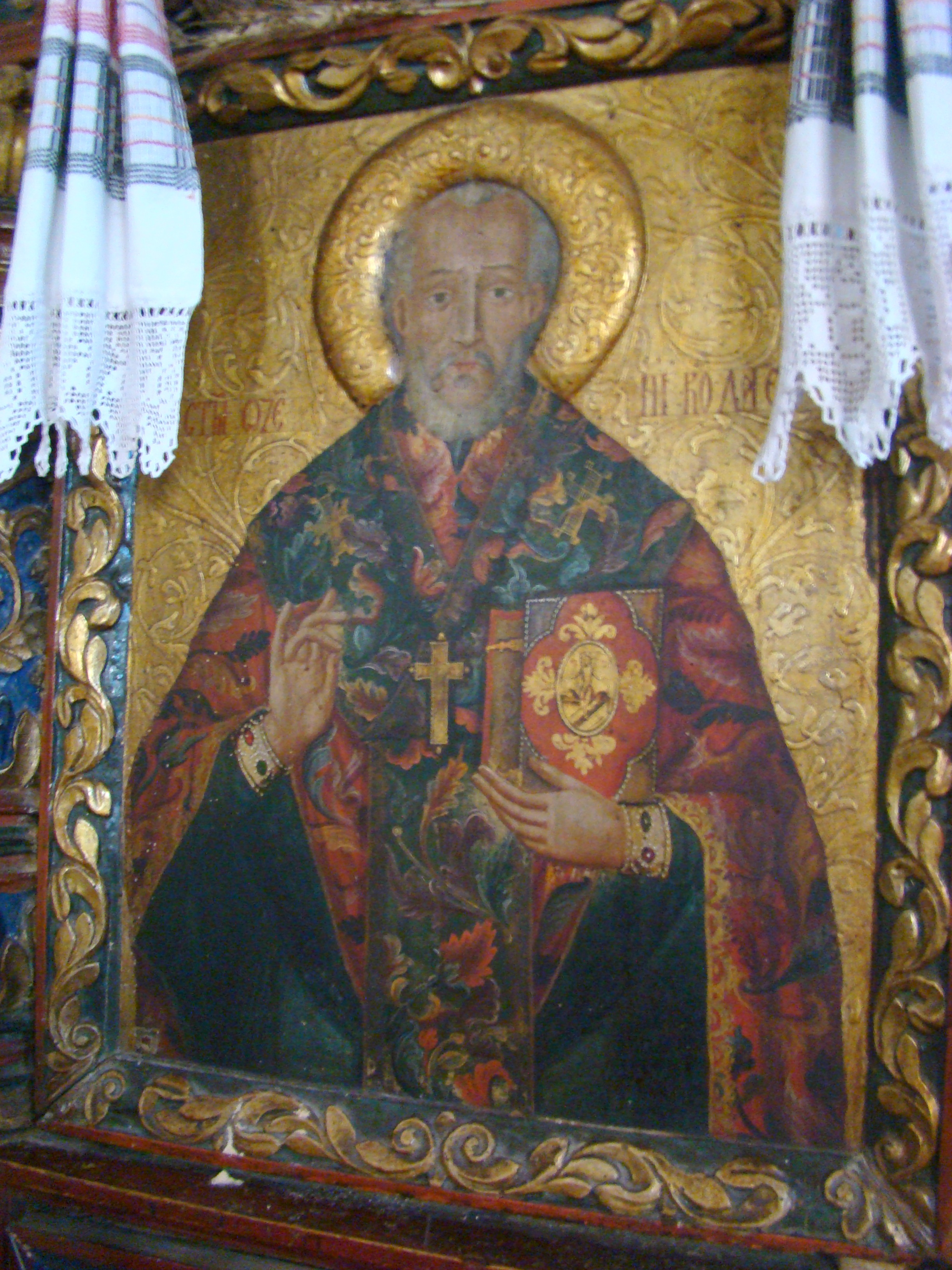
Icoană împărătească: Sfântul Ierarh Nicolae
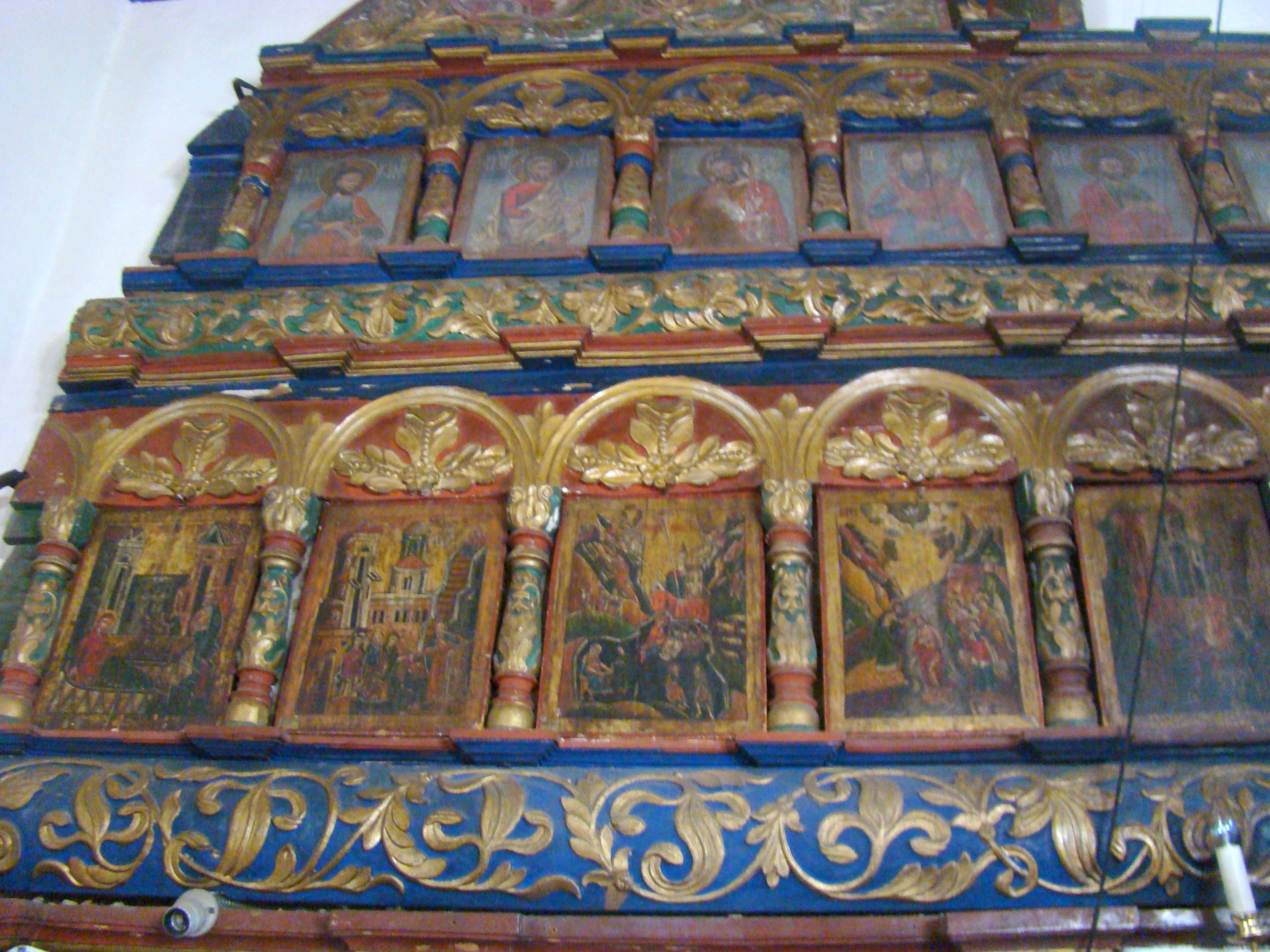
Tâmpla (detaliu)
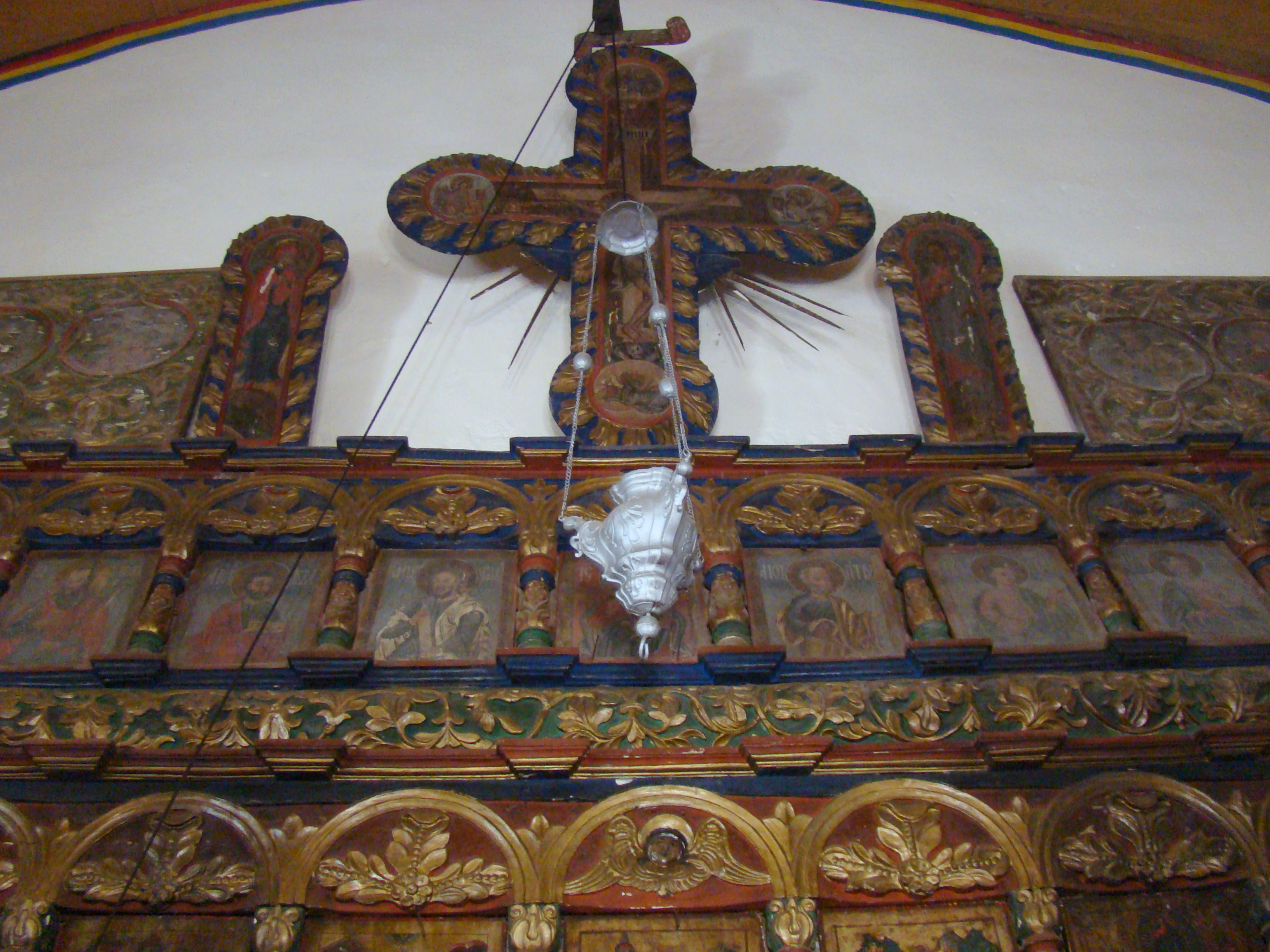
Crucea şi moleniile
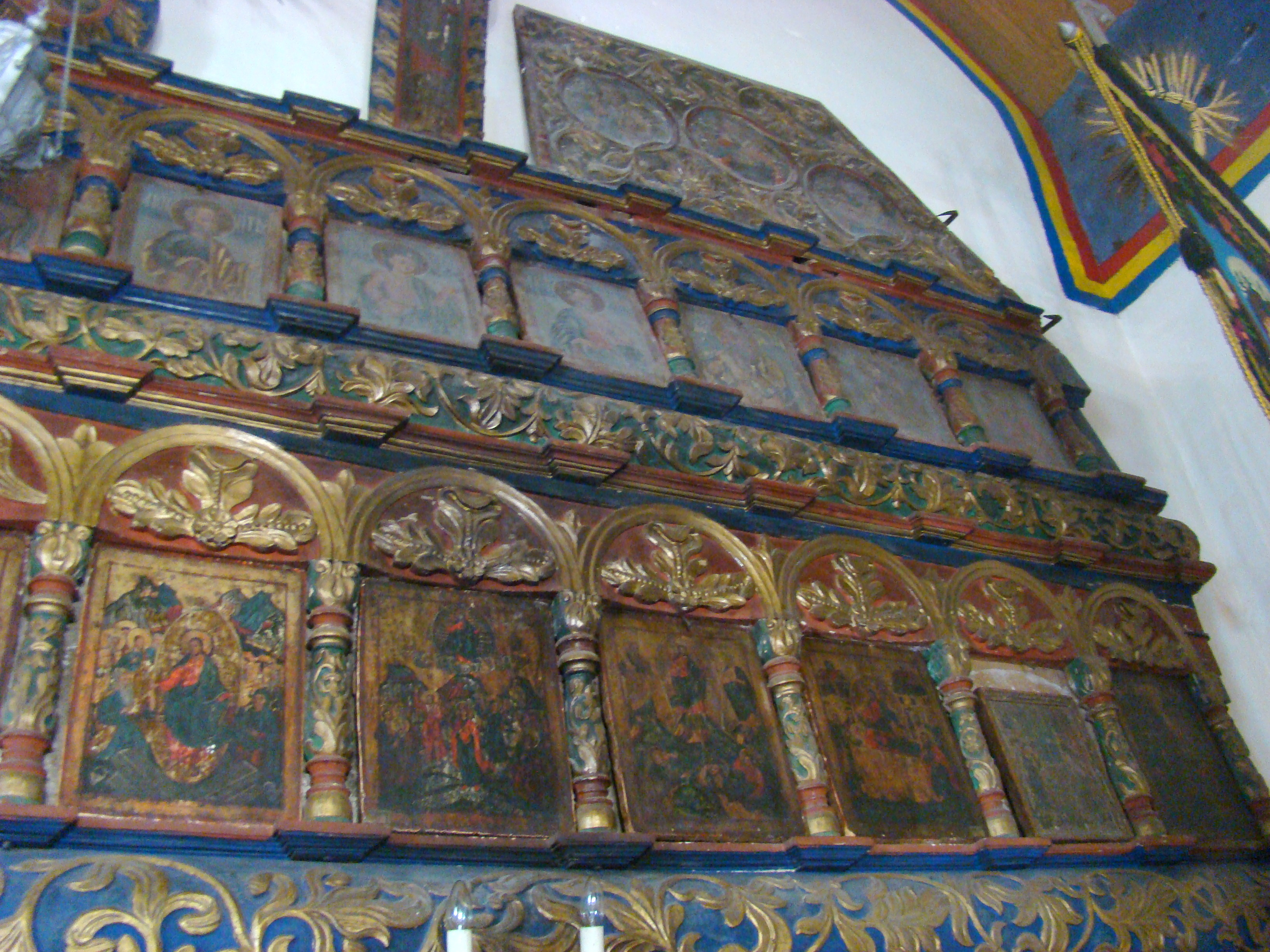
Tâmpla (detaliu)
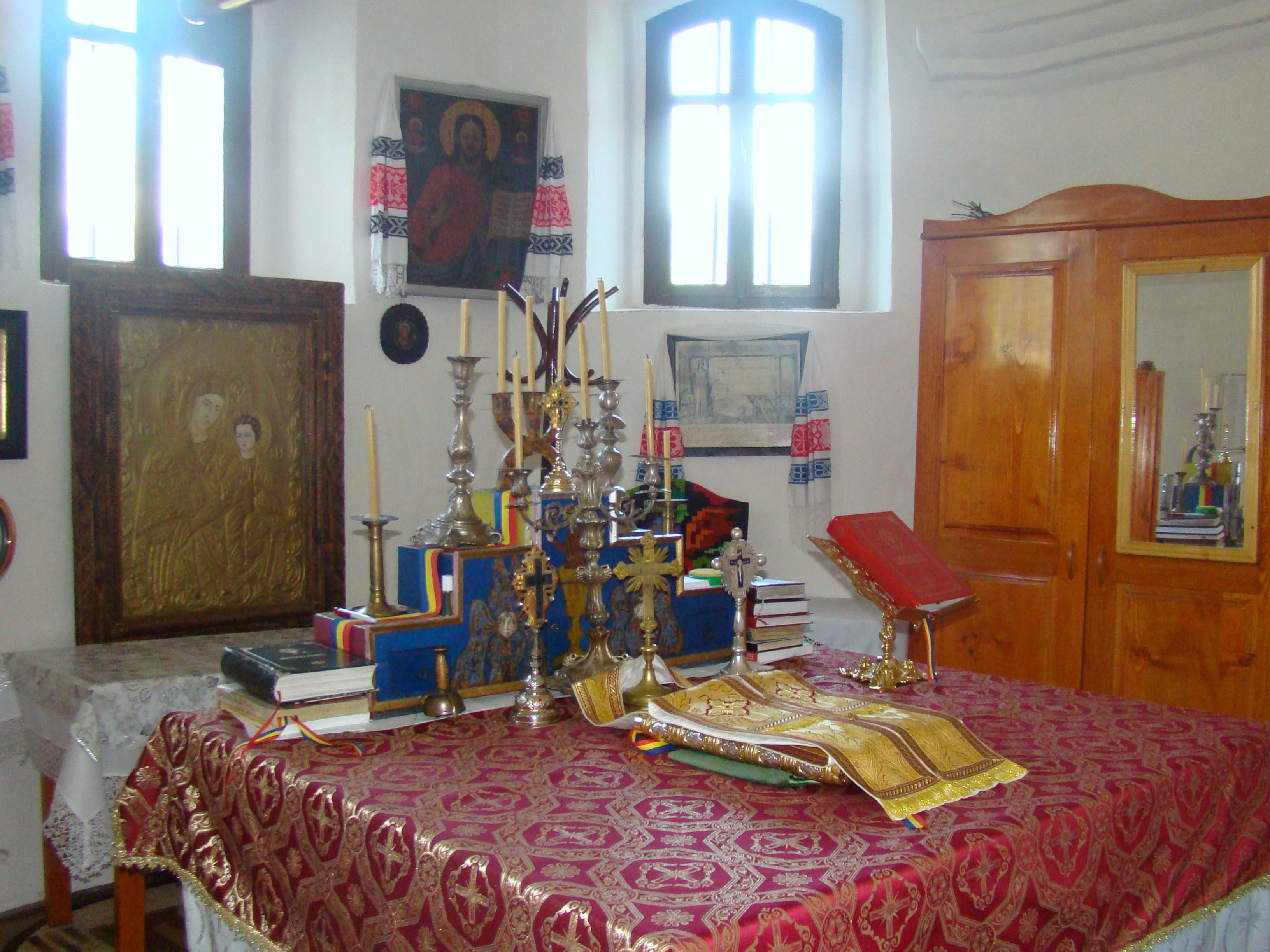
În altar
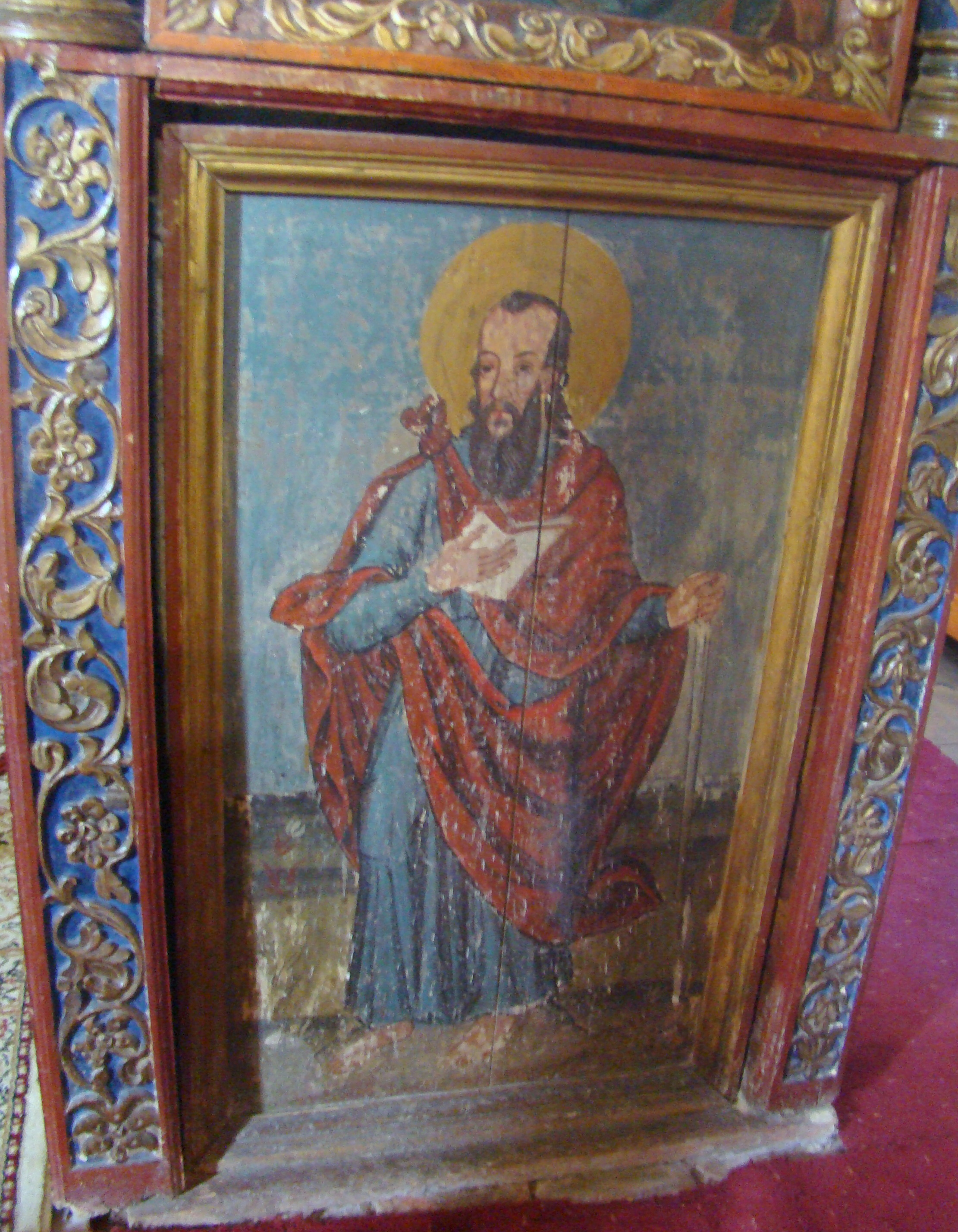
Poală de icoană împărătească
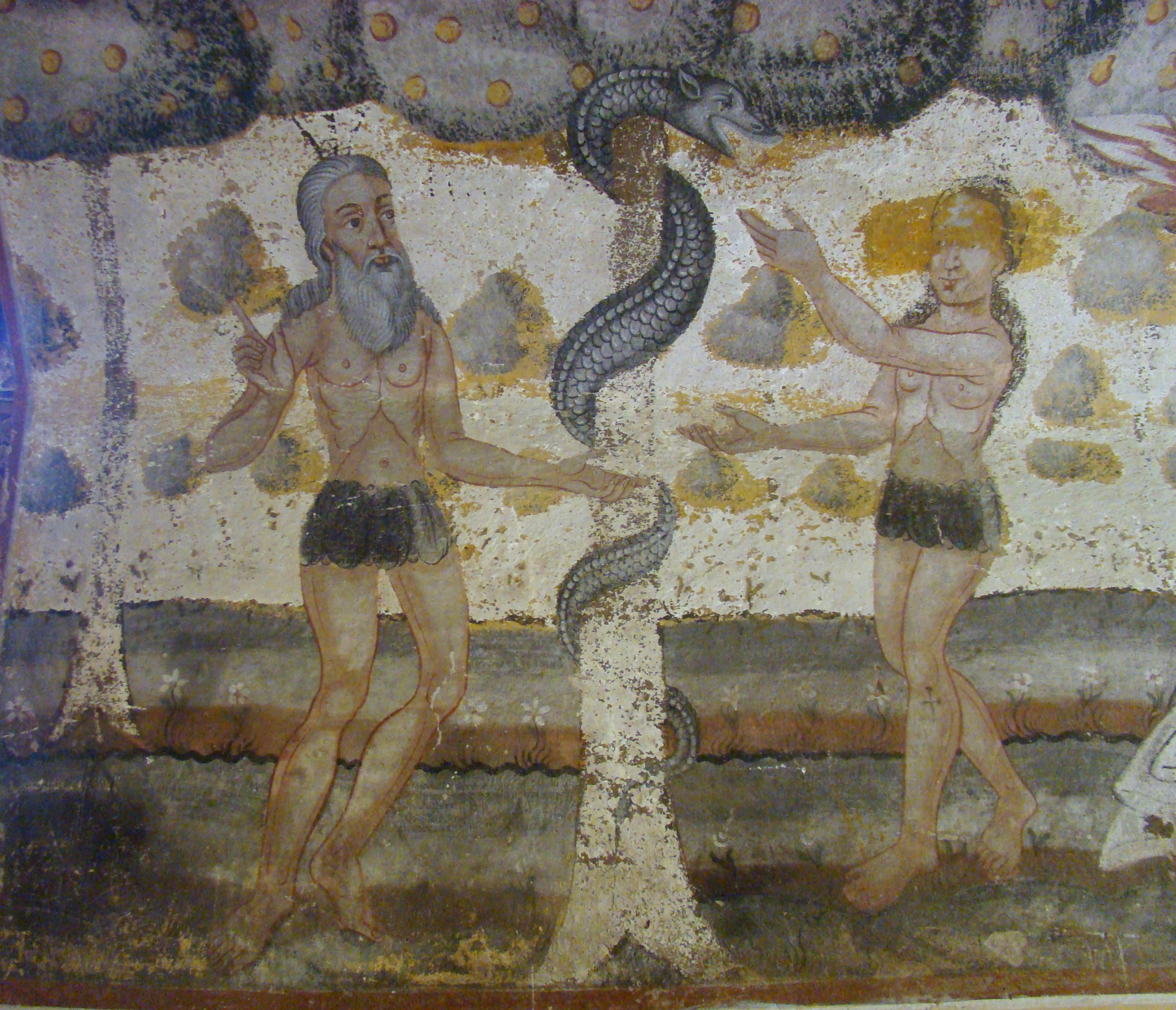
Scena păcatului originar
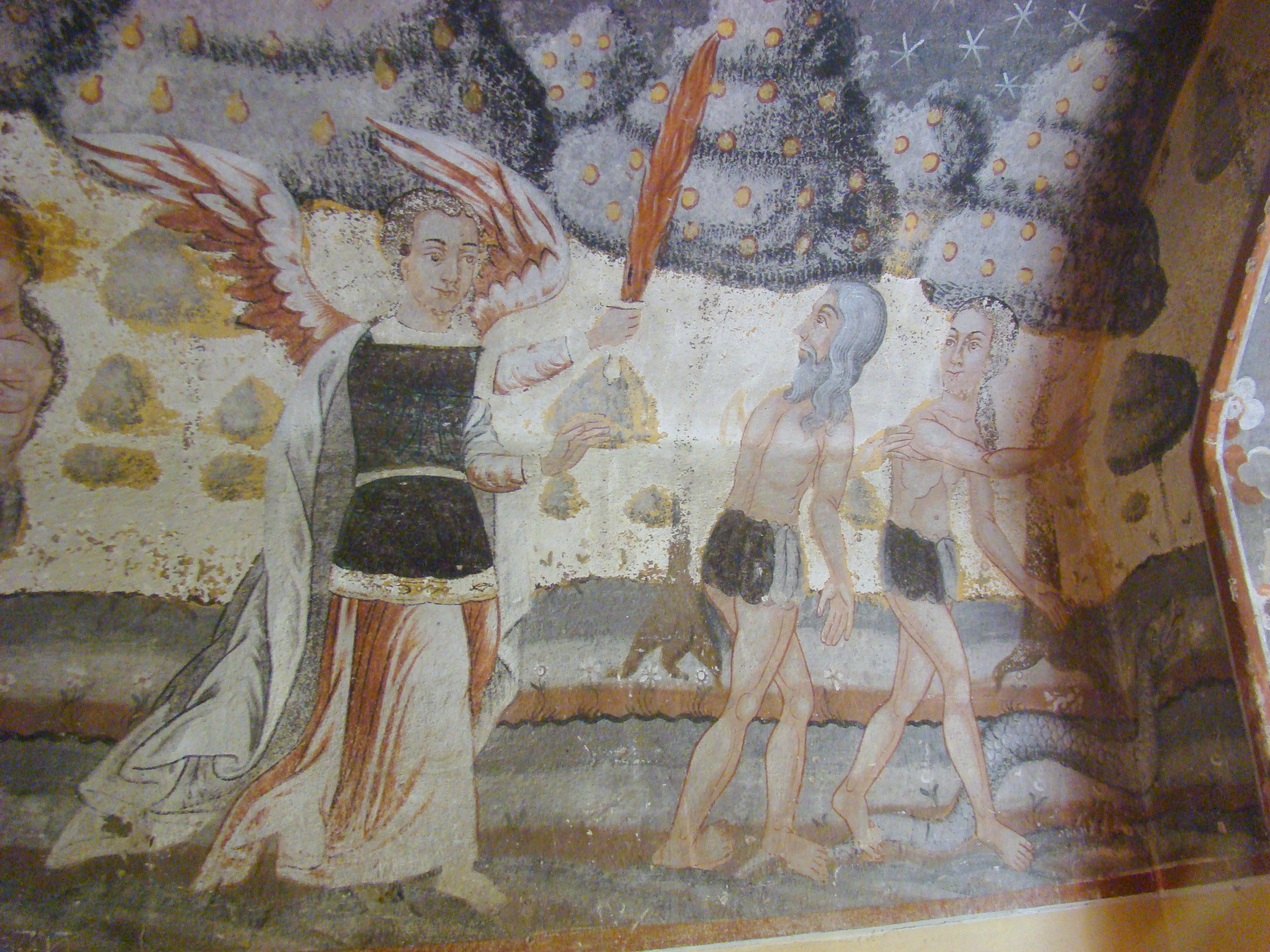
Izgonirea din Rai
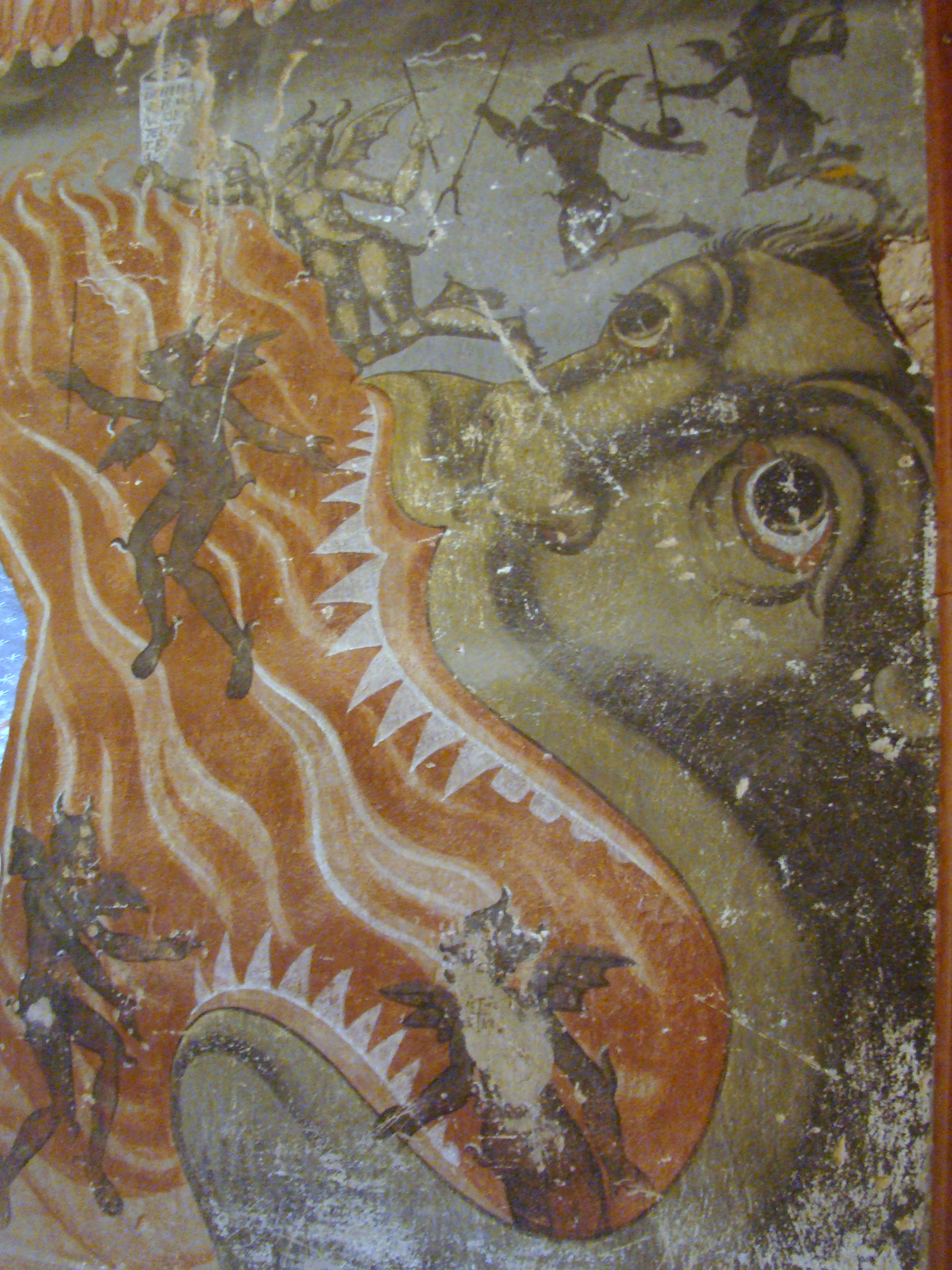
Detaliu din Judecata de Apoi
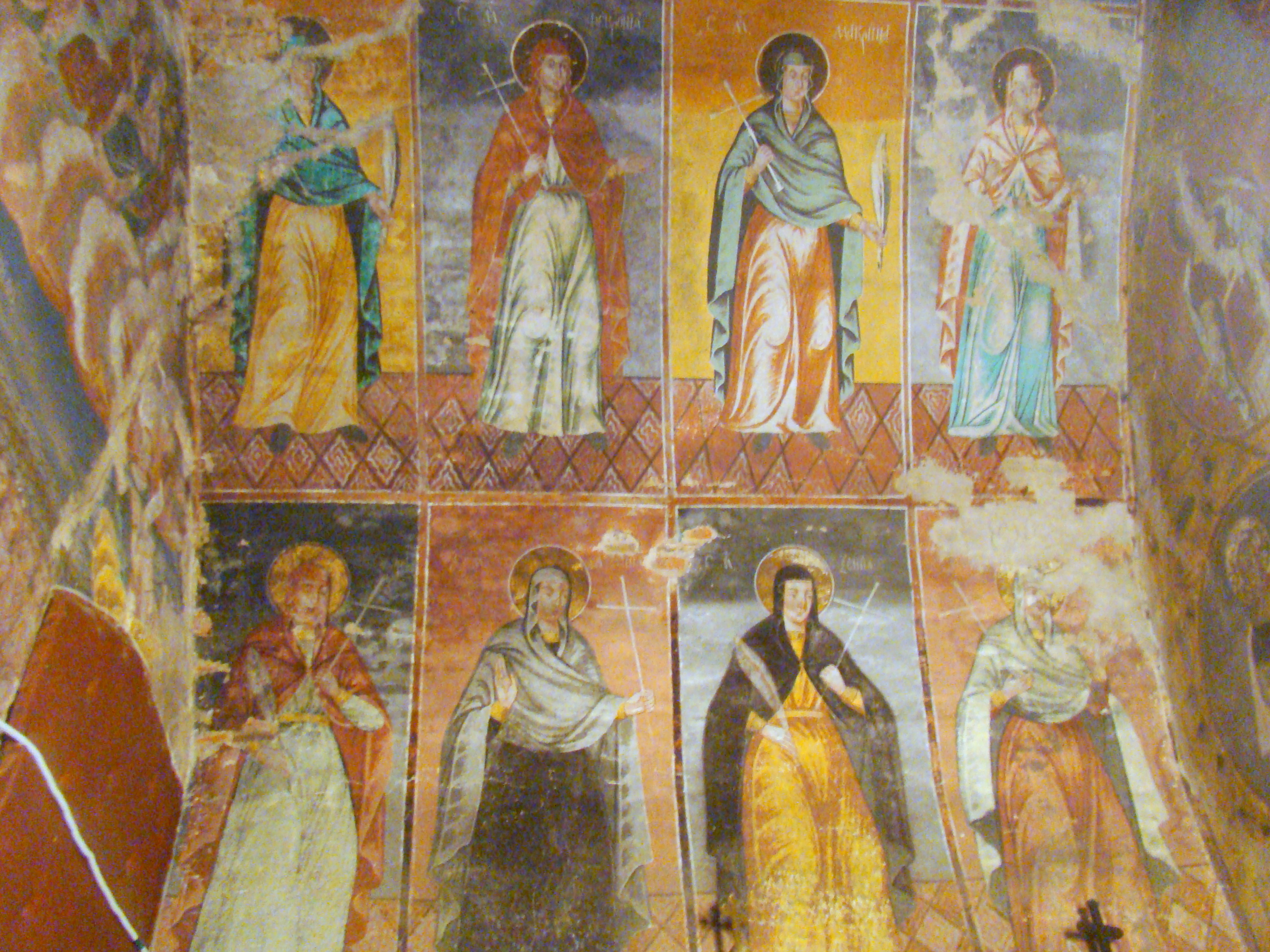
Sfinte Mucenițe
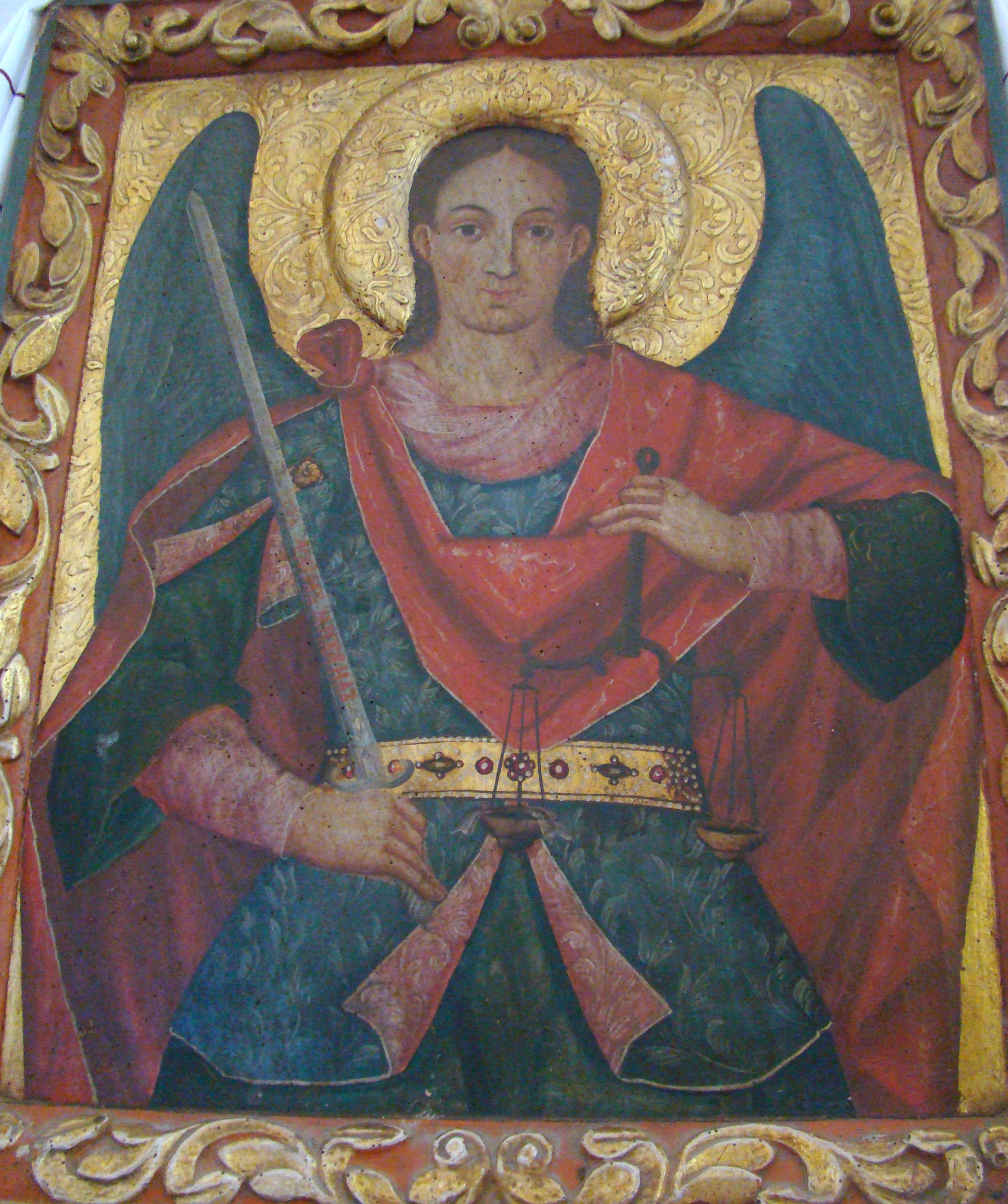
Arhanghelul Mihail
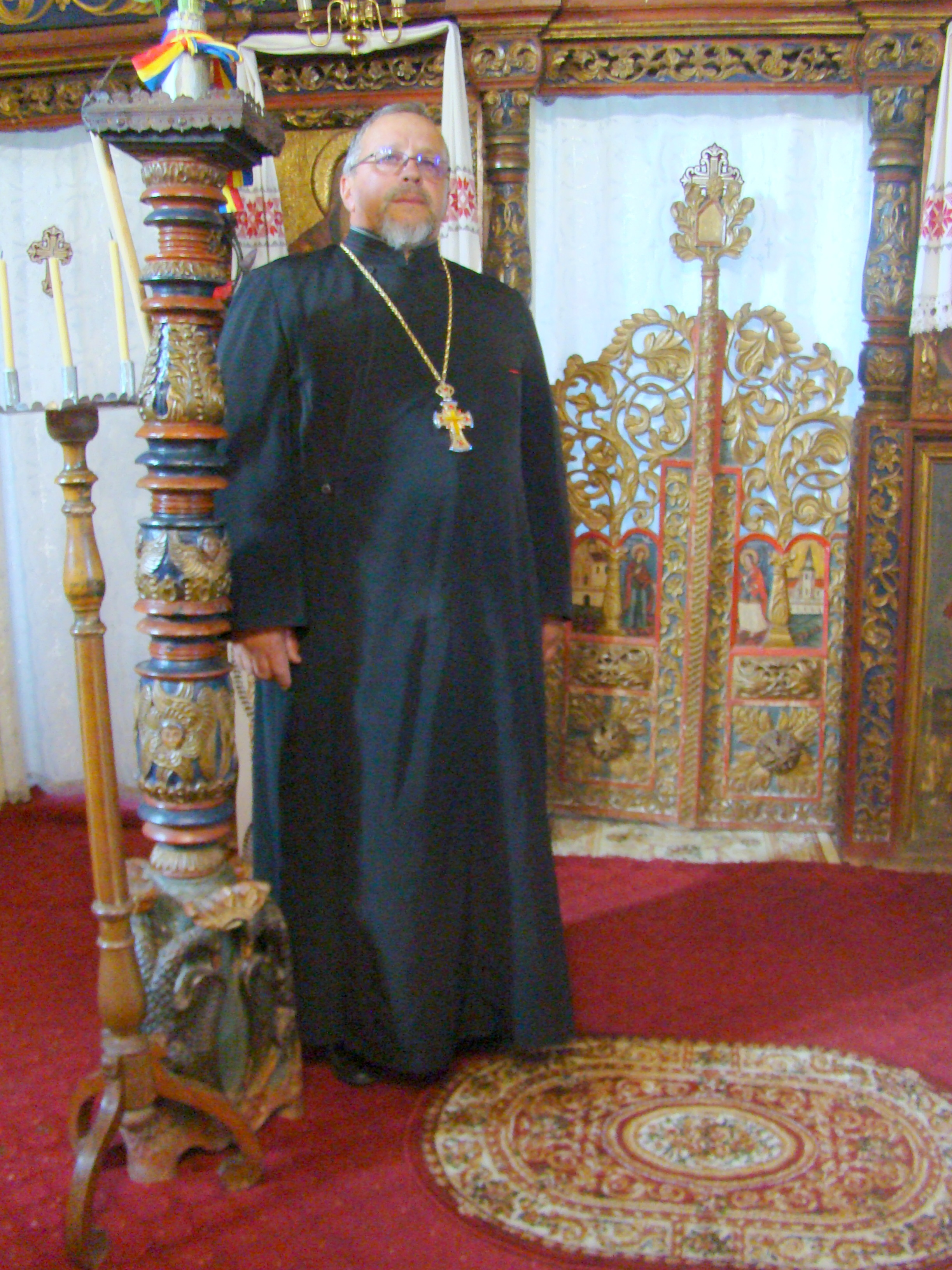
Preotul bisericii „Buna Vestire”, sat Trestia; comuna Băița: Viorel Radu
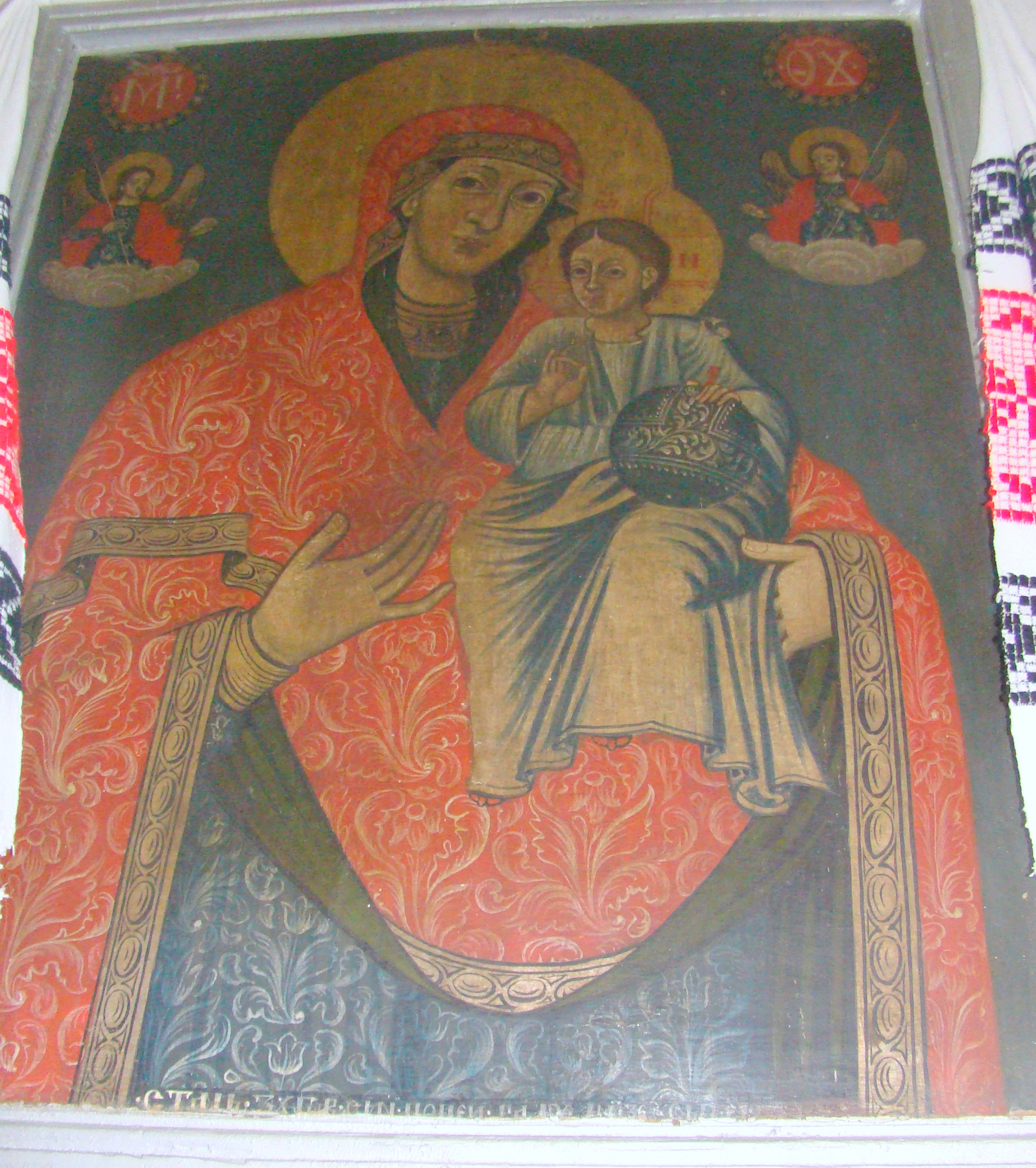
Maica Domnului cu Pruncul
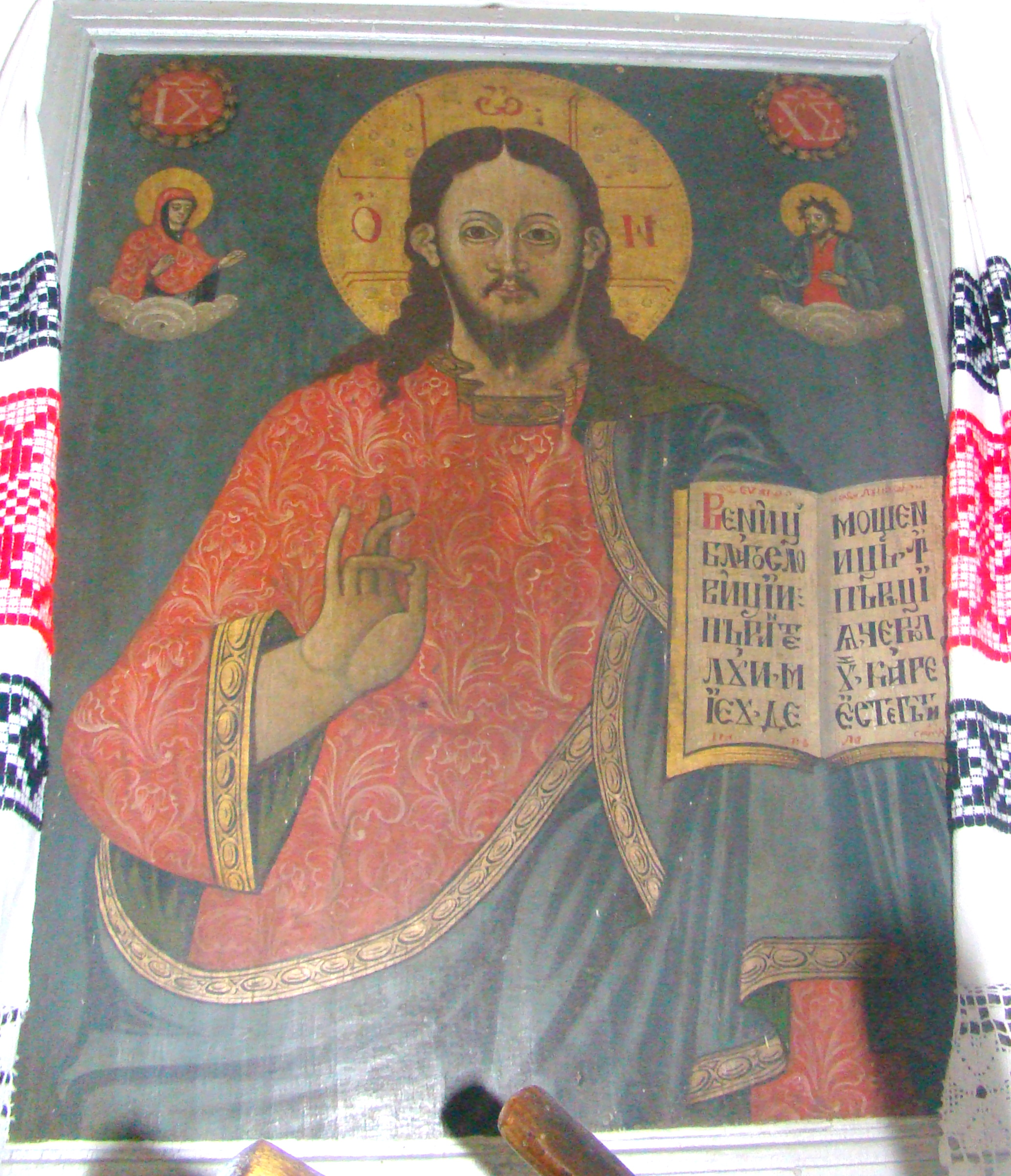
Icoana Mântuitorului
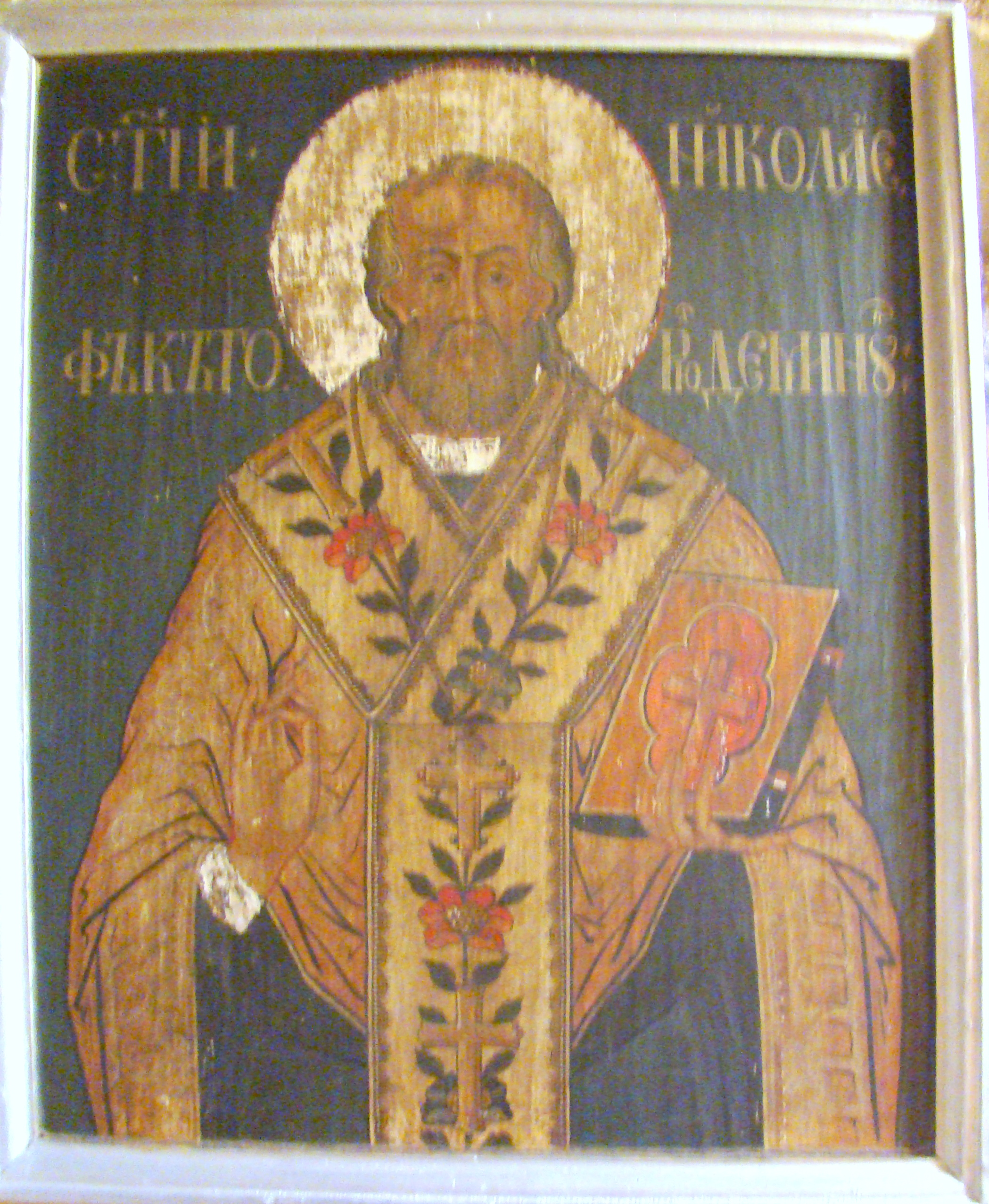
Sfântul Ierarh Nicolae
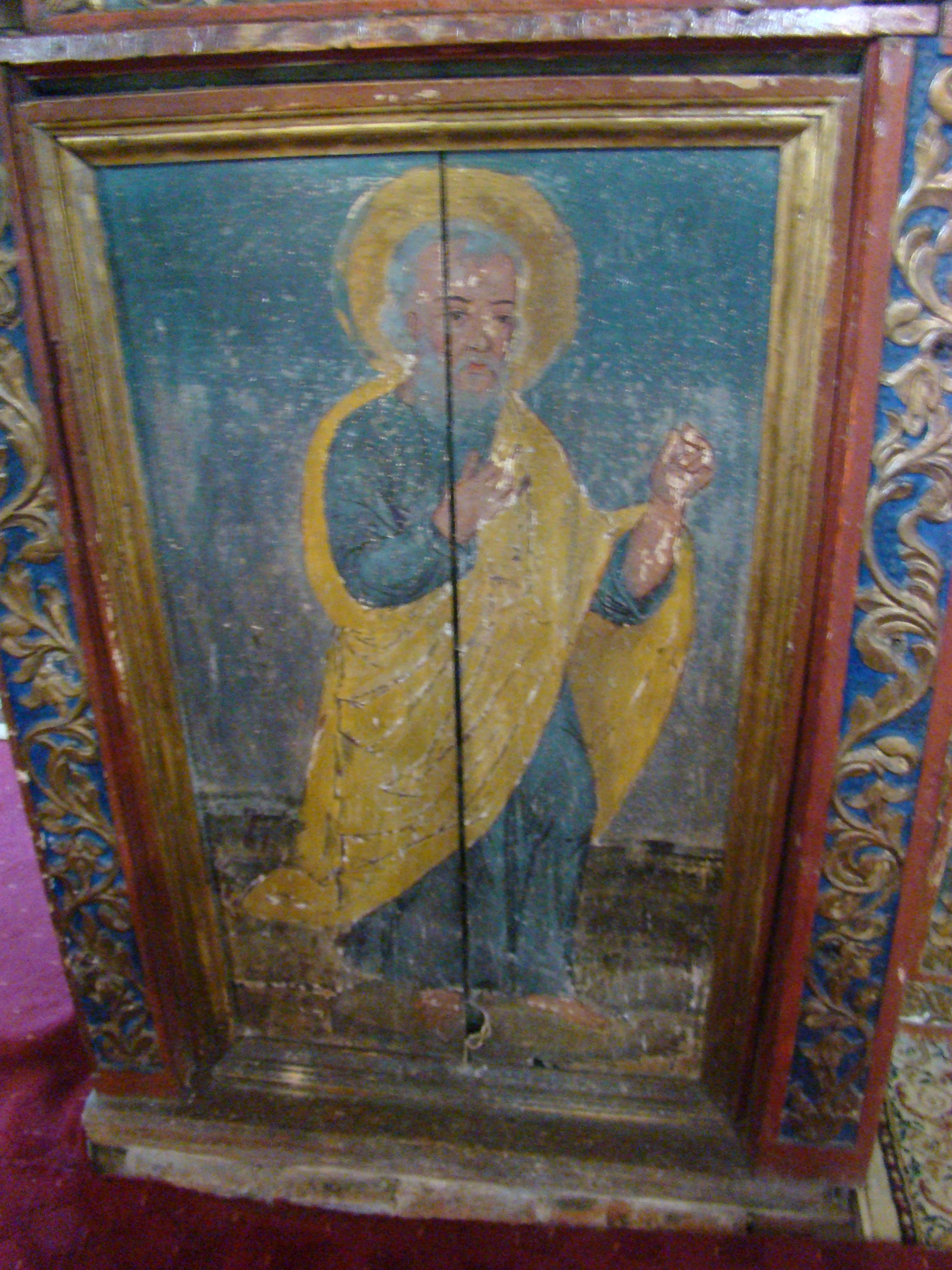
Poală de icoană împărătească
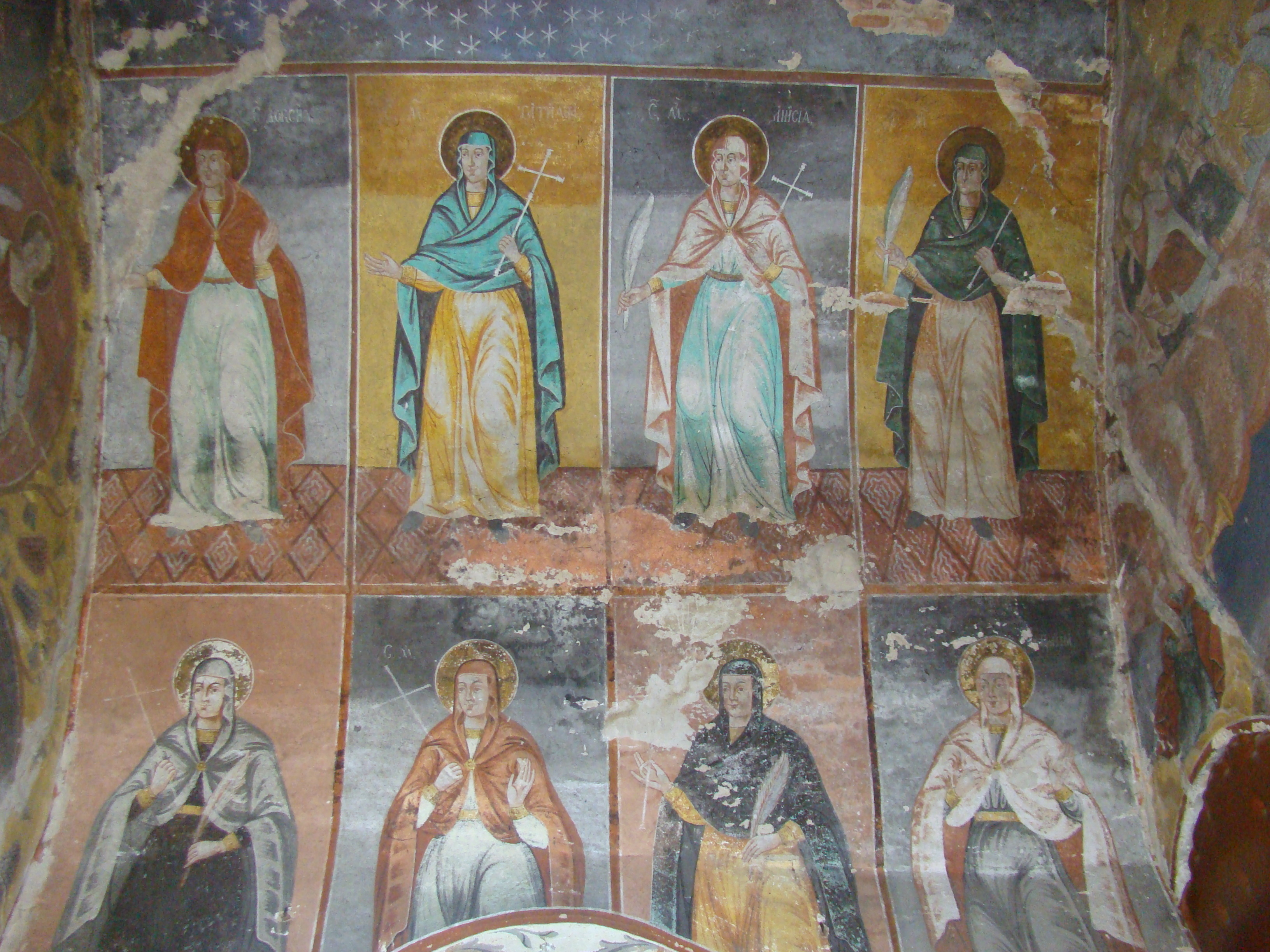
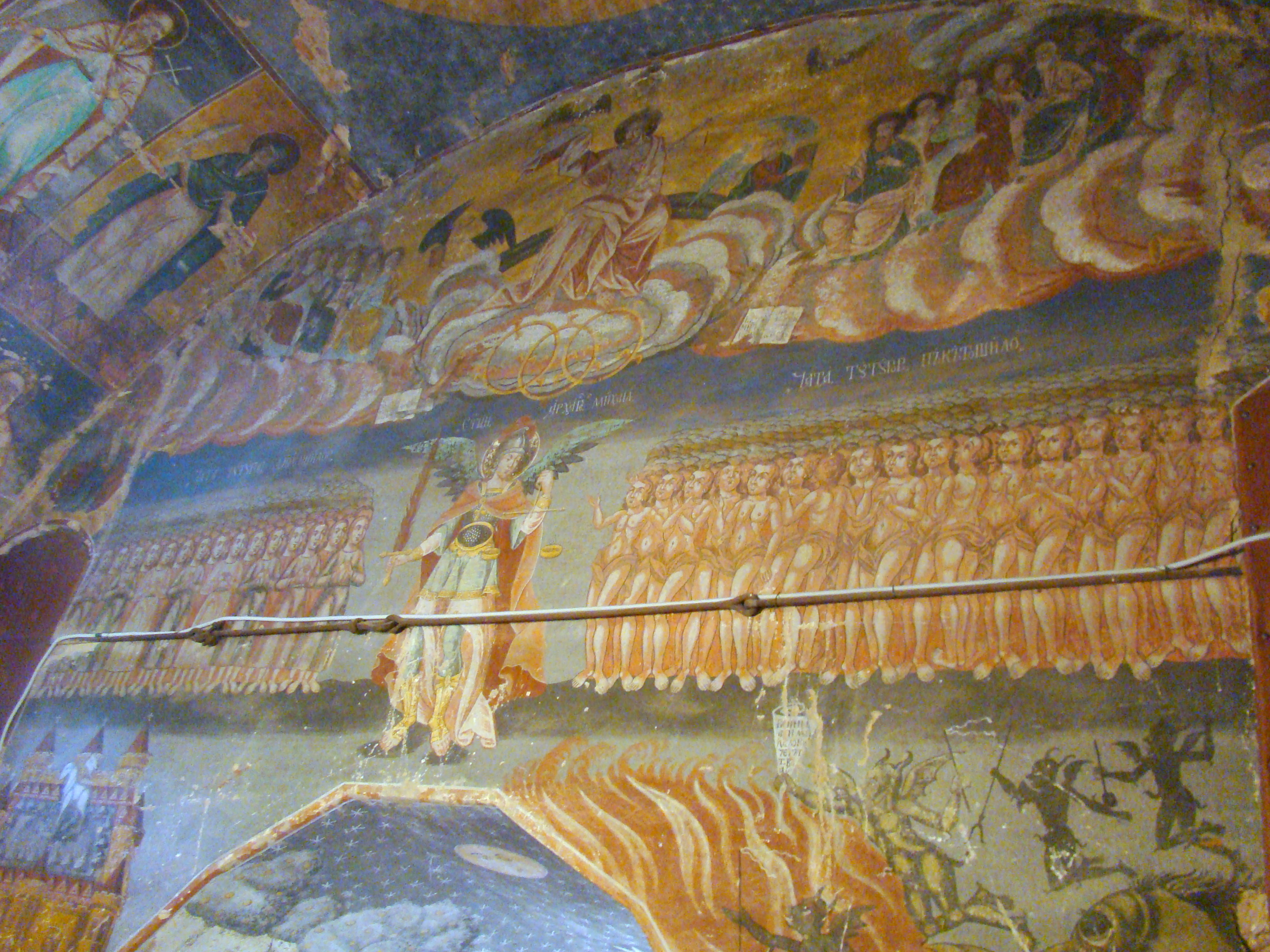